# ATP Challenger Tour 2025
Circuitul Challenger al Asociației Profesioniștilor de Tenis (ATP) în 2025 este circuitul secundar profesionist de tenis organizat de ATP. Calendarul ATP Challenger Tour 2025 cuprinde 177 turnee (ianuarie–octombrie) cu premii în bani cuprinse între 60.000 USD și 220.000 USD. Este cea de-a 48-a ediție a ciclului de turnee Challenger și a 17-a sub numele de Challenger Tour.

## Lista cronologică a turneelor
Acesta este programul evenimentelor din calendarul 2025.

### Ianuarie
| Săptă mâna   | Turneu                                                                                       | Campioni                                              | Finaliști                           | Semifinaliști                       | Sfertfinaliști                                                                |
| ------------ | -------------------------------------------------------------------------------------------- | ----------------------------------------------------- | ----------------------------------- | ----------------------------------- | ----------------------------------------------------------------------------- |
| 30 decembrie | Canberra Tennis International Canberra, Australia Hard – Challenger 125 – 32S/24Q/16D        | João Fonseca 6–4, 6–4                                 | Ethan Quinn                         | Martín Landaluce Jacob Fearnley     | Yosuke Watanuki Vít Kopřiva Christopher Eubanks Harold Mayot                  |
| 30 decembrie | Canberra Tennis International Canberra, Australia Hard – Challenger 125 – 32S/24Q/16D        | Ryan Seggerman Eliot Spizzirri 1–6, 7–5, [10–5]       | Pierre-Hugues Herbert Jérôme Kym    | Martín Landaluce Jacob Fearnley     | Yosuke Watanuki Vít Kopřiva Christopher Eubanks Harold Mayot                  |
| 30 decembrie | BNP Paribas de Nouvelle-Calédonie Nouméa, Noua Caledonie Hard – Challenger 100 – 32S/24Q/16D | Shintaro Mochizuki 6–1, 6–3                           | Moerani Bouzige                     | Jurij Rodionov Constant Lestienne   | Enzo Couacaud Taisei Ichikawa Valentin Vacherot Márton Fucsovics              |
| 30 decembrie | BNP Paribas de Nouvelle-Calédonie Nouméa, Noua Caledonie Hard – Challenger 100 – 32S/24Q/16D | Blake Bayldon Colin Sinclair 6–3, 7–5                 | Ryuki Matsuda Ryotaro Taguchi       | Jurij Rodionov Constant Lestienne   | Enzo Couacaud Taisei Ichikawa Valentin Vacherot Márton Fucsovics              |
| 30 decembrie | Nonthaburi Challenger Nonthaburi, Thailanda Hard – Challenger 75 – 32S/24Q/16D               | Aslan Karațev 7–6(7–5), 7–5                           | Grégoire Barrère                    | Kimmer Coppejans Rei Sakamoto       | Enrico Dalla Valle Lukas Neumayer Gianluca Mager Khumoyun Sultanov            |
| 30 decembrie | Nonthaburi Challenger Nonthaburi, Thailanda Hard – Challenger 75 – 32S/24Q/16D               | Kokoro Isomura Rio Noguchi 7–6(7–3), 7–6(11–9)        | Zdeněk Kolář Neil Oberleitner       | Kimmer Coppejans Rei Sakamoto       | Enrico Dalla Valle Lukas Neumayer Gianluca Mager Khumoyun Sultanov            |
| 6 ianuarie   | Nonthaburi Challenger II Nonthaburi, Thailanda Hard – Challenger 75 – 32S/24Q/16D            | Rio Noguchi 7–6(11–9), 6–2                            | Cui Jie                             | Murphy Cassone Marat Sharipov       | Maximus Jones Jakub Paul Yusuke Takahashi Daniel Michalski                    |
| 6 ianuarie   | Nonthaburi Challenger II Nonthaburi, Thailanda Hard – Challenger 75 – 32S/24Q/16D            | Ray Ho Neil Oberleitner 6–4, 7–6(7–5)                 | Daniel Cukierman Joshua Paris       | Murphy Cassone Marat Sharipov       | Maximus Jones Jakub Paul Yusuke Takahashi Daniel Michalski                    |
| 6 ianuarie   | Lexus Nottingham Challenger Nottingham, Regatul Unit Hard (i) – Challenger 75 – 32S/24Q/16D  | Viktor Durasovic 7–6(8–6), 3–6, 6–1                   | Henry Searle                        | Mika Brunold Anton Matusevich       | Lukáš Pokorný Chris Rodesch Norbert Gombos Dennis Novak                       |
| 6 ianuarie   | Lexus Nottingham Challenger Nottingham, Regatul Unit Hard (i) – Challenger 75 – 32S/24Q/16D  | Jonáš Forejtek Michael Vrbenský 7–6(7–5), 7–6(7–5)    | Jiří Barnat Filip Duda              | Mika Brunold Anton Matusevich       | Lukáš Pokorný Chris Rodesch Norbert Gombos Dennis Novak                       |
| 6 ianuarie   | Oeiras Indoors Oeiras, Portugalia Hard (i) – Challenger 75 – 32S/24Q/16D                     | Hamad Medjedovic 6–1, 6–3                             | Liam Draxl                          | Daniel Rincón Rudolf Molleker       | Zsombor Piros Max Hans Rehberg Antoine Cornut-Chauvinc Alexander Ritschard    |
| 6 ianuarie   | Oeiras Indoors Oeiras, Portugalia Hard (i) – Challenger 75 – 32S/24Q/16D                     | George Goldhoff Trey Hilderbrand 7–5, 2–6, [10–5]     | Kaichi Uchida Denis Yevseyev        | Daniel Rincón Rudolf Molleker       | Zsombor Piros Max Hans Rehberg Antoine Cornut-Chauvinc Alexander Ritschard    |
| 13 ianuarie  | Oeiras Indoors II Oeiras, Portugalia Hard (i) – Challenger 100 – 32S/24Q/16D                 | Aleksandar Kovacevic 6–4, 7–6(7–4)                    | Zsombor Piros                       | Alexis Galarneau Mackenzie McDonald | Beibit Zhukayev Alexander Ritschard Frederico Ferreira Silva Hamad Medjedovic |
| 13 ianuarie  | Oeiras Indoors II Oeiras, Portugalia Hard (i) – Challenger 100 – 32S/24Q/16D                 | Mili Poljičak Matej Sabanov 6–0, 6–1                  | Íñigo Cervantes Mick Veldheer       | Alexis Galarneau Mackenzie McDonald | Beibit Zhukayev Alexander Ritschard Frederico Ferreira Silva Hamad Medjedovic |
| 13 ianuarie  | Nonthaburi Challenger III Nonthaburi, Thailanda Hard – Challenger 75 – 32S/24Q/16D           | Brandon Holt 6–3, 6–2                                 | Vít Kopřiva                         | Murphy Cassone Clément Tabur        | Dalibor Svrčina Federico Arnaboldi Zachary Svajda Hugo Grenier                |
| 13 ianuarie  | Nonthaburi Challenger III Nonthaburi, Thailanda Hard – Challenger 75 – 32S/24Q/16D           | Ray Ho Neil Oberleitner 6–3, 6–4                      | Pruchya Isaro Wang Aoran            | Murphy Cassone Clément Tabur        | Dalibor Svrčina Federico Arnaboldi Zachary Svajda Hugo Grenier                |
| 13 ianuarie  | Challenger Tenis Club Argentino Buenos Aires, Argentina Zgură – Challenger 50 – 32S/24Q/16D  | Juan Pablo Varillas 6–4, 6–4                          | Daniel Vallejo                      | Álvaro Guillén Meza Gonzalo Bueno   | Gonzalo Villanueva Santiago Rodríguez Taverna Emilio Nava Murkel Dellien      |
| 13 ianuarie  | Challenger Tenis Club Argentino Buenos Aires, Argentina Zgură – Challenger 50 – 32S/24Q/16D  | Mariano Kestelboim Gonzalo Villanueva 6–2, 7–5        | Luís Britto Franco Roncadelli       | Álvaro Guillén Meza Gonzalo Bueno   | Gonzalo Villanueva Santiago Rodríguez Taverna Emilio Nava Murkel Dellien      |
| 20 ianuarie  | Open Quimper Bretagne Quimper, Franța Hard (i) – Challenger 125 – 32S/24Q/16D                | Sascha Gueymard Wayenburg 6–7(3–7), 6–1, 6–2          | Pierre-Hugues Herbert               | Matteo Martineau Ričardas Berankis  | Laslo Djere Vitaliy Sachko Elmer Møller Titouan Droguet                       |
| 20 ianuarie  | Open Quimper Bretagne Quimper, Franța Hard (i) – Challenger 125 – 32S/24Q/16D                | Sadio Doumbia Fabien Reboul 6–2, 4–6, [10–3]          | Romain Arneodo Manuel Guinard       | Matteo Martineau Ričardas Berankis  | Laslo Djere Vitaliy Sachko Elmer Møller Titouan Droguet                       |
| 20 ianuarie  | Oeiras Indoors III Oeiras, Portugalia Hard (i) – Challenger 100 – 32S/24Q/16D                | Alexander Blockx 7–5, 6–1                             | Liam Draxl                          | Alexis Galarneau Mark Lajal         | Valentin Royer Nicolás Mejía Nikoloz Basilashvili Beibit Zhukayev             |
| 20 ianuarie  | Oeiras Indoors III Oeiras, Portugalia Hard (i) – Challenger 100 – 32S/24Q/16D                | Liam Draxl Cleeve Harper 1–6, 7–5, [10–6]             | Matwé Middelkoop Denys Molchanov    | Alexis Galarneau Mark Lajal         | Valentin Royer Nicolás Mejía Nikoloz Basilashvili Beibit Zhukayev             |
| 20 ianuarie  | Punta Open Punta del Este, Uruguay Zgură – Challenger 75 – 32S/24Q/16D                       | Daniel Elahi Galán 5–7, 6–4, 6–4                      | Tomás Barrios Vera                  | Emilio Nava Carlos Taberner         | Federico Coria Gonzalo Bueno Lautaro Midón Marco Trungelliti                  |
| 20 ianuarie  | Punta Open Punta del Este, Uruguay Zgură – Challenger 75 – 32S/24Q/16D                       | Gustavo Heide João Lucas Reis da Silva 6–2, 6–3       | Facundo Mena Marco Trungelliti      | Emilio Nava Carlos Taberner         | Federico Coria Gonzalo Bueno Lautaro Midón Marco Trungelliti                  |
| 27 ianuarie  | Koblenz Open Koblenz, Germania Hard (i) – Challenger 100 – 32S/24Q/16D                       | Ugo Blanchet 6–3, 3–6, 7–6(7–5)                       | Luca Nardi                          | Giulio Zeppieri Jakub Paul          | Henri Squire Mika Brunold Matteo Martineau Alexey Vatutin                     |
| 27 ianuarie  | Koblenz Open Koblenz, Germania Hard (i) – Challenger 100 – 32S/24Q/16D                       | Jakub Paul David Pel Walkover                         | Geoffrey Blancaneaux Joshua Paris   | Giulio Zeppieri Jakub Paul          | Henri Squire Mika Brunold Matteo Martineau Alexey Vatutin                     |
| 27 ianuarie  | Brasil Tennis Challenger Piracicaba, Brazilia Zgură – Challenger 75 – 32S/24Q/16D            | Román Andrés Burruchaga 7–6(10–8), 6–7(6–8), 7–6(7–4) | Facundo Mena                        | Gustavo Heide Hugo Dellien          | Camilo Ugo Carabelli Carlos Taberner Juan Pablo Ficovich Federico Coria       |
| 27 ianuarie  | Brasil Tennis Challenger Piracicaba, Brazilia Zgură – Challenger 75 – 32S/24Q/16D            | Guido Andreozzi Orlando Luz 6–7(4–7), 6–2, [11–9]     | Marcelo Demoliner Fernando Romboli  | Gustavo Heide Hugo Dellien          | Camilo Ugo Carabelli Carlos Taberner Juan Pablo Ficovich Federico Coria       |
| 27 ianuarie  | Brisbane Challenger Brisbane, Australia Hard – Challenger 75 – 32S/24Q/16D                   | Tristan Schoolkate 7–6(7–3), 7–6(7–4)                 | Marek Gengel                        | Omar Jasika Adam Walton             | James McCabe Blake Ellis Alex Bolt Bernard Tomic                              |
| 27 ianuarie  | Brisbane Challenger Brisbane, Australia Hard – Challenger 75 – 32S/24Q/16D                   | Matthew Romios Colin Sinclair 7–6(7–2), 7–5           | Joshua Charlton Patrick Harper      | Omar Jasika Adam Walton             | James McCabe Blake Ellis Alex Bolt Bernard Tomic                              |
| 27 ianuarie  | Cleveland Open Cleveland, Statele Unite Hard (i) – Challenger 75 – 32S/24Q/16D               | Colton Smith 6–4, 6–7(6–8), 6–3                       | Eliot Spizzirri                     | Tyler Zink J. J. Wolf               | Murphy Cassone James Trotter Karue Sell Stefan Kozlov                         |
| 27 ianuarie  | Cleveland Open Cleveland, Statele Unite Hard (i) – Challenger 75 – 32S/24Q/16D               | Robert Cash JJ Tracy 7–6(7–4), 6–1                    | Juan Carlos Aguilar Filip Pieczonka | Tyler Zink J. J. Wolf               | Murphy Cassone James Trotter Karue Sell Stefan Kozlov                         |

### Februarie
| Săptă mâna   | Turneu                                                                                             | Campioni                                                              | Finaliști                                       | Semifinaliști                         | Sfertfinaliști                                                                  |
| ------------ | -------------------------------------------------------------------------------------------------- | --------------------------------------------------------------------- | ----------------------------------------------- | ------------------------------------- | ------------------------------------------------------------------------------- |
| 3 februarie  | Play In Challenger Lille, Franța Hard (i) – Challenger 125 – 32S/24Q/16D<                          | Arthur Bouquier 6–3, 3–5 ret.                                         | Lucas Pouille                                   | Calvin Hemery Valentin Royer          | Tom Paris Max Hans Rehberg Alexander Blockx Arthur Gea                          |
| 3 februarie  | Play In Challenger Lille, Franța Hard (i) – Challenger 125 – 32S/24Q/16D<                          | Jakub Paul David Pel 6–3, 6–4                                         | Karol Drzewiecki Piotr Matuszewski              | Calvin Hemery Valentin Royer          | Tom Paris Max Hans Rehberg Alexander Blockx Arthur Gea                          |
| 3 februarie  | Challenger de Rosario Rosario, Argentina Zgură – Challenger 125 – 32S/24Q/16D                      | Camilo Ugo Carabelli 3–6, 6–3, 6–2                                    | Hugo Dellien                                    | Sebastián Báez Murkel Dellien         | Francesco Passaro Francisco Comesaña Juan Pablo Ficovich Juan Manuel Cerúndolo  |
| 3 februarie  | Challenger de Rosario Rosario, Argentina Zgură – Challenger 125 – 32S/24Q/16D                      | Marcelo Demoliner Fernando Romboli 7–5, 6–3                           | Guido Andreozzi Théo Arribagé                   | Sebastián Báez Murkel Dellien         | Francesco Passaro Francisco Comesaña Juan Pablo Ficovich Juan Manuel Cerúndolo  |
| 3 februarie  | Chennai Open Challenger Chennai, India Hard – Challenger 100 – 32S/24Q/16D                         | Kyrian Jacquet 7–6(7–1), 6–4                                          | Elias Ymer                                      | Billy Harris Dalibor Svrčina          | Timofey Skatov Rio Noguchi Shintaro Mochizuki Oleksandr Ovcharenko              |
| 3 februarie  | Chennai Open Challenger Chennai, India Hard – Challenger 100 – 32S/24Q/16D                         | Shintaro Mochizuki Kaito Uesugi 6–4, 6–4                              | Saketh Myneni Ramkumar Ramanathan               | Billy Harris Dalibor Svrčina          | Timofey Skatov Rio Noguchi Shintaro Mochizuki Oleksandr Ovcharenko              |
| 3 februarie  | Brisbane Challenger II Brisbane, Australia Hard – Challenger 75 – 32S/24Q/16D                      | Adam Walton 7–6(8–6), 7–6(7–4)                                        | Jason Kubler                                    | Omar Jasika Christian Langmo          | Andre Ilagan Li Tu Yuta Shimizu James McCabe                                    |
| 3 februarie  | Brisbane Challenger II Brisbane, Australia Hard – Challenger 75 – 32S/24Q/16D                      | Joshua Charlton Patrick Harper 4–6, 7–6(7–5), [12–10]                 | Matt Hulme James Watt                           | Omar Jasika Christian Langmo          | Andre Ilagan Li Tu Yuta Shimizu James McCabe                                    |
| 3 februarie  | Tenerife Challenger Tenerife, Spania Hard – Challenger 75 – 32S/24Q/16D                            | Pablo Carreño Busta 6–3, 6–2                                          | Alejandro Moro Cañas                            | Pol Martín Tiffon Henrique Rocha      | Johannus Monday Vilius Gaubas Abdullah Shelbayh Benjamin Hassan                 |
| 3 februarie  | Tenerife Challenger Tenerife, Spania Hard – Challenger 75 – 32S/24Q/16D                            | Íñigo Cervantes Daniel Rincón 6–2, 6–4                                | Nicolás Álvarez Varona Iñaki Montes de la Torre | Pol Martín Tiffon Henrique Rocha      | Johannus Monday Vilius Gaubas Abdullah Shelbayh Benjamin Hassan                 |
| 10 februarie | Bahrain Ministry of Interior Tennis Challenger Manama, Bahrain Hard – Challenger 125 – 32S/24Q/16D | Márton Fucsovics 6–3, 6–7(3–7), 6–4                                   | Andrea Vavassori                                | Marat Sharipov Brandon Holt           | Viktor Durasovic Duje Ajduković Alexis Galarneau Térence Atmane                 |
| 10 februarie | Bahrain Ministry of Interior Tennis Challenger Manama, Bahrain Hard – Challenger 125 – 32S/24Q/16D | Vitaliy Sachko Beibit Zhukayev 6–4, 6–0                               | Ivan Liutarevich Luca Sanchez                   | Marat Sharipov Brandon Holt           | Viktor Durasovic Duje Ajduković Alexis Galarneau Térence Atmane                 |
| 10 februarie | Delhi Open New Delhi, India Hard – Challenger 100 – 32S/24Q/16D                                    | Kyrian Jacquet 6–4, 6–2                                               | Billy Harris                                    | Vít Kopřiva Tristan Schoolkate        | Shintaro Mochizuki Michael Geerts Andre Ilagan Elias Ymer                       |
| 10 februarie | Delhi Open New Delhi, India Hard – Challenger 100 – 32S/24Q/16D                                    | Masamichi Imamura Rio Noguchi 6–4, 6–3                                | Niki Kaliyanda Poonacha Courtney John Lock      | Vít Kopřiva Tristan Schoolkate        | Shintaro Mochizuki Michael Geerts Andre Ilagan Elias Ymer                       |
| 10 februarie | Tenerife Challenger II Tenerife, Spania Hard – Challenger 75 – 32S/24Q/16D                         | Pablo Carreño Busta 6–3, 6–2                                          | Filip Misolic                                   | Daniel Rincón Benjamin Hassan         | Dominik Koepfer Nicolás Álvarez Varona Abdullah Shelbayh Javier Barranco Cosano |
| 10 februarie | Tenerife Challenger II Tenerife, Spania Hard – Challenger 75 – 32S/24Q/16D                         | Alexander Merino Christoph Negritu 2–6, 6–3, [10–8]                   | Daniel Cukierman Joshua Paris                   | Daniel Rincón Benjamin Hassan         | Dominik Koepfer Nicolás Álvarez Varona Abdullah Shelbayh Javier Barranco Cosano |
| 17 februarie | Teréga Open Pau–Pyrénées Pau, Franța Hard (i) – Challenger 125 – 32S/24Q/16D                       | Raphaël Collignon 6–2, 6–4                                            | Patrick Zahraj                                  | Lukáš Klein Arthur Bouquier           | Jacob Fearnley Arthur Fery Murphy Cassone Filip Misolic                         |
| 17 februarie | Teréga Open Pau–Pyrénées Pau, Franța Hard (i) – Challenger 125 – 32S/24Q/16D                       | Jakob Schnaitter Mark Wallner 6–4, 6–7(5–7), [10–8]                   | Alexander Blockx Raphaël Collignon              | Lukáš Klein Arthur Bouquier           | Jacob Fearnley Arthur Fery Murphy Cassone Filip Misolic                         |
| 17 februarie | Pune Challenger Pune, India Hard – Challenger 100 – 32S/24Q/16D                                    | Dalibor Svrčina 7–6(7–3), 6–1                                         | Brandon Holt                                    | Alexis Galarneau Khumoyun Sultanov    | Billy Harris Valentin Vacherot Ugo Blanchet Ilia Simakin                        |
| 17 februarie | Pune Challenger Pune, India Hard – Challenger 100 – 32S/24Q/16D                                    | Jeevan Nedunchezhiyan Vijay Sundar Prashanth 3–6, 6–3, [10–0]         | Blake Bayldon Matthew Romios                    | Alexis Galarneau Khumoyun Sultanov    | Billy Harris Valentin Vacherot Ugo Blanchet Ilia Simakin                        |
| 17 februarie | Glasgow Challenger Glasgow, Regatul Unit Hard (i) – Challenger 75 – 32S/24Q/16D                    | Nicolai Budkov Kjær 6–4, 6–3                                          | Viktor Durasovic                                | Max Hans Rehberg Daniel Rincón        | Johannus Monday Liam Draxl Denis Yevseyev Matteo Martineau                      |
| 17 februarie | Glasgow Challenger Glasgow, Regatul Unit Hard (i) – Challenger 75 – 32S/24Q/16D                    | Daniel Cukierman Joshua Paris 5–7, 6–4, [12–10]                       | Vasil Kirkov Marcus Willis                      | Max Hans Rehberg Daniel Rincón        | Johannus Monday Liam Draxl Denis Yevseyev Matteo Martineau                      |
| 17 februarie | Brazzaville Challenger Brazzaville, Republica Congo gură – Challenger 50 – 32S/24Q/16D             | Geoffrey Blancaneaux 6–3, 6–4                                         | Calvin Hemery                                   | Maximus Jones Dinko Dinev             | Franco Agamenone Max Houkes Eliakim Coulibaly Paulo André Saraiva dos Santos    |
| 17 februarie | Brazzaville Challenger Brazzaville, Republica Congo gură – Challenger 50 – 32S/24Q/16D             | Mateo Barreiros Reyes Paulo André Saraiva dos Santos 6–4, 1–6, [10–6] | Geoffrey Blancaneaux Maxime Chazal              | Maximus Jones Dinko Dinev             | Franco Agamenone Max Houkes Eliakim Coulibaly Paulo André Saraiva dos Santos    |
| 24 februarie | Bengaluru Open Bangalore, India Hard – Challenger 125 – 32S/24Q/16D                                | Brandon Holt 6–3, 6–3                                                 | Shintaro Mochizuki                              | James McCabe Billy Harris             | Hynek Bartoň Nicolás Mejía Petr Bar Biryukov Tristan Schoolkate                 |
| 24 februarie | Bengaluru Open Bangalore, India Hard – Challenger 125 – 32S/24Q/16D                                | Anirudh Chandrasekar Ray Ho 6–2, 6–4                                  | Blake Bayldon Matthew Romios                    | James McCabe Billy Harris             | Hynek Bartoň Nicolás Mejía Petr Bar Biryukov Tristan Schoolkate                 |
| 24 februarie | San Diego Open San Diego, Statele Unite Hard – Challenger 100 – 32S/24Q/16D                        | Eliot Spizzirri 6–4, 2–6, 6–4                                         | Mackenzie McDonald                              | Ethan Quinn Kamil Majchrzak           | Arthur Cazaux Taro Daniel Trevor Svajda Alex Bolt                               |
| 24 februarie | San Diego Open San Diego, Statele Unite Hard – Challenger 100 – 32S/24Q/16D                        | Eliot Spizzirri Tyler Zink 6–7(3–7), 7–6(7–4), [10–8]                 | Juan José Bianchi Noah Zamora                   | Ethan Quinn Kamil Majchrzak           | Arthur Cazaux Taro Daniel Trevor Svajda Alex Bolt                               |
| 24 februarie | Rwanda Challenger Kigali, Rwanda Zgură – Challenger 75 – 32S/24Q/16D                               | Valentin Royer 6–1, 6–2                                               | Andrej Martin                                   | Maximilian Neuchrist Marco Cecchinato | Mathys Erhard Max Houkes Filip Cristian Jianu Lukas Neumayer                    |
| 24 februarie | Rwanda Challenger Kigali, Rwanda Zgură – Challenger 75 – 32S/24Q/16D                               | Jesper de Jong Max Houkes 6–3, 7–5                                    | Geoffrey Blancaneaux Zdeněk Kolář               | Maximilian Neuchrist Marco Cecchinato | Mathys Erhard Max Houkes Filip Cristian Jianu Lukas Neumayer                    |
| 24 februarie | Challenger Città di Lugano Lugano, Elveția Hard (i) – Challenger 75 – 32S/24Q/16D                  | Borna Ćorić 6–3, 6–1                                                  | Raphaël Collignon                               | Murphy Cassone Dino Prižmić           | Liam Draxl Luca Van Assche Vilius Gaubas Henri Squire                           |
| 24 februarie | Challenger Città di Lugano Lugano, Elveția Hard (i) – Challenger 75 – 32S/24Q/16D                  | Cleeve Harper David Stevenson 4–6, 6–3, [10–8]                        | Jakub Paul David Pel                            | Murphy Cassone Dino Prižmić           | Liam Draxl Luca Van Assche Vilius Gaubas Henri Squire                           |

### Martie
| Săptă mâna | Turneu                                                                                               | Campioni                                               | Finaliști                            | Semifinaliști                               | Sfertfinaliști                                                                                 |
| ---------- | --- | ------------------------------------------------------ | ------------------------------------ | ------------------------------------------- | ---------------------------------------------------------------------------------------------- |
| 3 martie   | Rwanda Challenger II Kigali, Rwanda Zgură – Challenger 100 – 32S/24Q/16D                             | Valentin Royer 6–2, 6–4                                | Guy den Ouden                        | Max Houkes Luka Pavlovic                    | Clément Tabur Gabriele Pennaforti Marco Cecchinato Calvin Hemery                               |
| 3 martie   | Rwanda Challenger II Kigali, Rwanda Zgură – Challenger 100 – 32S/24Q/16D                             | Siddhant Banthia Alexander Donski 6–4, 5–7, [10–8]     | Geoffrey Blancaneaux Zdeněk Kolář    | Max Houkes Luka Pavlovic                    | Clément Tabur Gabriele Pennaforti Marco Cecchinato Calvin Hemery                               |
| 3 martie   | Challenger Córdoba Córdoba, Argentina Zgură – Challenger 75 – 32S/24Q/16D                            | Thiago Agustín Tirante 6–4, 6–0                        | Juan Pablo Ficovich                  | Federico Coria Juan Manuel Cerúndolo        | Thiago Monteiro Daniel Elahi Galán Gonzalo Villanueva Juan Pablo Varillas                      |
| 3 martie   | Challenger Córdoba Córdoba, Argentina Zgură – Challenger 75 – 32S/24Q/16D                            | Karol Drzewiecki Piotr Matuszewski 6–4, 6–4            | Fernando Romboli Matías Soto         | Federico Coria Juan Manuel Cerúndolo        | Thiago Monteiro Daniel Elahi Galán Gonzalo Villanueva Juan Pablo Varillas                      |
| 3 martie   | Thionville Challenger Thionville, Franța Hard (i) – Challenger 75 – 32S/24Q/16D                      | Borna Ćorić 6–4, 6–4                                   | Arthur Bouquier                      | Alibek Kachmazov Jurij Rodionov             | Aziz Dougaz Liam Draxl Luca Van Assche Jan Choinski                                            |
| 3 martie   | Thionville Challenger Thionville, Franța Hard (i) – Challenger 75 – 32S/24Q/16D                      | Jakub Paul David Pel 6–1, 6–4                          | Matteo Martineau Luca Sanchez        | Alibek Kachmazov Jurij Rodionov             | Aziz Dougaz Liam Draxl Luca Van Assche Jan Choinski                                            |
| 3 martie   | Hersonissos Challenger Hersonissos, Grecia Hard – Challenger 50 – 32S/24Q/16D                        | Edas Butvilas 6–3, 6–3                                 | Stuart Parker                        | Zsombor Piros Ryan Peniston                 | Dennis Novak Henry Searle Dimitar Kuzmanov Aslan Karatsev                                      |
| 3 martie   | Hersonissos Challenger Hersonissos, Grecia Hard – Challenger 50 – 32S/24Q/16D                        | Juan Carlos Prado Ángelo Mark Whitehouse 7–6(9–7), 6–2 | Dennis Novak Zsombor Piros           | Zsombor Piros Ryan Peniston                 | Dennis Novak Henry Searle Dimitar Kuzmanov Aslan Karatsev                                      |
| 10 martie  | Arizona Tennis Classic Phoenix, Statele Unite Hard – Challenger 175 – 28S/16Q/16D                    | João Fonseca 7–6(7–5), 7–6(7–0)                        | Alexander Bublik                     | Nuno Borges Kei Nishikori                   | Colton Smith Corentin Moutet Hugo Gaston Flavio Cobolli                                        |
| 10 martie  | Arizona Tennis Classic Phoenix, Statele Unite Hard – Challenger 175 – 28S/16Q/16D                    | Marcel Granollers Horacio Zeballos 6–3, 7–6(7–2)       | Austin Krajicek Rajeev Ram           | Nuno Borges Kei Nishikori                   | Colton Smith Corentin Moutet Hugo Gaston Flavio Cobolli                                        |
| 10 martie  | Punta Cana Challenger Punta Cana, Republica Dominicană Hard – Challenger 175 – 28S/16Q/16D           | Aleksandar Kovacevic 6–2, 6–3                          | Damir Džumhur                        | Alexandre Müller Jakub Menšík               | Constant Lestienne Daniel Altmaier Miomir Kecmanović Tomás Martín Etcheverry                   |
| 10 martie  | Punta Cana Challenger Punta Cana, Republica Dominicană Hard – Challenger 175 – 28S/16Q/16D           | Gonzalo Escobar Diego Hidalgo 7–6(7–5), 6–4            | Petr Nouza Patrik Rikl               | Alexandre Müller Jakub Menšík               | Constant Lestienne Daniel Altmaier Miomir Kecmanović Tomás Martín Etcheverry                   |
| 10 martie  | Challenger La Manche Cherbourg, Franța Hard (i) – Challenger 75 – 32S/24Q/16D                        | Pierre-Hugues Herbert 6–3, 6–4                         | Jelle Sels                           | Jurij Rodionov Patrick Zahraj               | Emil Ruusuvuori Matteo Martineau Yuta Shimizu Arthur Fery                                      |
| 10 martie  | Challenger La Manche Cherbourg, Franța Hard (i) – Challenger 75 – 32S/24Q/16D                        | Oleg Prihodko Vitaliy Sachko 6–2, 6–2                  | Lukáš Pokorný Giorgio Ricca          | Jurij Rodionov Patrick Zahraj               | Emil Ruusuvuori Matteo Martineau Yuta Shimizu Arthur Fery                                      |
| 10 martie  | Challenger de Santiago Santiago, Chile Zgură – Challenger 75 – 32S/24Q/16D                           | Daniel Elahi Galán 7–5, 6–3                            | Thiago Monteiro                      | Ignacio Buse Emilio Nava                    | Genaro Alberto Olivieri João Lucas Reis da Silva Andrea Collarini Matheus Pucinelli de Almeida |
| 10 martie  | Challenger de Santiago Santiago, Chile Zgură – Challenger 75 – 32S/24Q/16D                           | Vasil Kirkov Matías Soto 6–4, 6–3                      | Mateus Alves Luís Britto             | Ignacio Buse Emilio Nava                    | Genaro Alberto Olivieri João Lucas Reis da Silva Andrea Collarini Matheus Pucinelli de Almeida |
| 10 martie  | Hersonissos Challenger II Hersonissos, Grecia Hard – Challenger 50 – 32S/24Q/16D                     | Dimitar Kuzmanov 6–4, 6–2                              | Federico Cinà                        | Christoph Negritu Aslan Karatsev            | Timofey Skatov Dennis Novak Ergi Kırkın Chris Rodesch                                          |
| 10 martie  | Hersonissos Challenger II Hersonissos, Grecia Hard – Challenger 50 – 32S/24Q/16D                     | Stefanos Sakellaridis Petros Tsitsipas 6–2, 6–2        | Ilia Simakin Kelsey Stevenson        | Christoph Negritu Aslan Karatsev            | Timofey Skatov Dennis Novak Ergi Kırkın Chris Rodesch                                          |
| 17 martie  | Paraguay Open Asunción, Paraguay Zgură – Challenger 75 – 32S/24Q/16D                                 | Emilio Nava 7–5, 6–3                                   | Thiago Monteiro                      | Matheus Pucinelli de Almeida Daniel Vallejo | Álvaro Guillén Meza Román Andrés Burruchaga Tomás Barrios Vera Daniel Elahi Galán              |
| 17 martie  | Paraguay Open Asunción, Paraguay Zgură – Challenger 75 – 32S/24Q/16D                                 | Vasil Kirkov Matías Soto 6–3, 6–4                      | Guillermo Durán Mariano Kestelboim   | Matheus Pucinelli de Almeida Daniel Vallejo | Álvaro Guillén Meza Román Andrés Burruchaga Tomás Barrios Vera Daniel Elahi Galán              |
| 17 martie  | Yucatán Open Mérida, Mexic Zgură – Challenger 75 – 32S/24Q/16D                                       | Felipe Meligeni Alves 6–2, 1–6, 6–2                    | Juan Pablo Ficovich                  | Hugo Dellien Cristian Garín                 | Renzo Olivo Garrett Johns Juan Carlos Prado Ángelo Rodrigo Pacheco Méndez                      |
| 17 martie  | Yucatán Open Mérida, Mexic Zgură – Challenger 75 – 32S/24Q/16D                                       | Kilian Feldbausch Rodrigo Pacheco Méndez 6–4, 6–2      | George Goldhoff Trey Hilderbrand     | Hugo Dellien Cristian Garín                 | Renzo Olivo Garrett Johns Juan Carlos Prado Ángelo Rodrigo Pacheco Méndez                      |
| 17 martie  | Murcia Open Murcia, Spania Zgură – Challenger 75 – 32S/24Q/16D                                       | Carlos Taberner 7–6(7–3), 4–6, 6–2                     | Jesper de Jong                       | Kimmer Coppejans Ivan Gakhov                | Márton Fucsovics Pablo Llamas Ruiz Denis Yevseyev Harold Mayot                                 |
| 17 martie  | Murcia Open Murcia, Spania Zgură – Challenger 75 – 32S/24Q/16D                                       | Grégoire Jacq Orlando Luz 6–4, 6–4                     | Jesper de Jong Mats Hermans          | Kimmer Coppejans Ivan Gakhov                | Márton Fucsovics Pablo Llamas Ruiz Denis Yevseyev Harold Mayot                                 |
| 17 martie  | Zadar Open Zadar, Croația Zgură – Challenger 75 – 32S/24Q/16D                                        | Borna Ćorić 3–6, 6–2, 6–3                              | Valentin Royer                       | Damir Džumhur Enrico Dalla Valle            | Mili Poljičak Filip Cristian Jianu Jozef Kovalík Nerman Fatić                                  |
| 17 martie  | Zadar Open Zadar, Croația Zgură – Challenger 75 – 32S/24Q/16D                                        | Zdeněk Kolář Neil Oberleitner 6–3, 6–4                 | Denys Molchanov Mick Veldheer        | Damir Džumhur Enrico Dalla Valle            | Mili Poljičak Filip Cristian Jianu Jozef Kovalík Nerman Fatić                                  |
| 24 martie  | Napoli Tennis Cup Neapole, Italia Zgură – Challenger 125 – 32S/24Q/16D                               | Vít Kopřiva 3–6, 6–3, 7–6(7–4)                         | Luciano Darderi                      | Dalibor Svrčina Andrea Pellegrino           | Stan Wawrinka Murkel Dellien Pierre-Hugues Herbert Federico Arnaboldi                          |
| 24 martie  | Napoli Tennis Cup Neapole, Italia Zgură – Challenger 125 – 32S/24Q/16D                               | Alexander Erler Constantin Frantzen 6–4, 6–4           | Geoffrey Blancaneaux Albano Olivetti | Dalibor Svrčina Andrea Pellegrino           | Stan Wawrinka Murkel Dellien Pierre-Hugues Herbert Federico Arnaboldi                          |
| 24 martie  | Morelia Challenger Morelia, Mexic Hard – Challenger 125 – 32S/24Q/16D                                | Dmitry Popko 1–6, 6–2, 6–4                             | James Duckworth                      | Beibit Zhukayev Hugo Grenier                | Alex Hernández Marc-Andrea Hüsler Thiago Agustín Tirante Bernard Tomic                         |
| 24 martie  | Morelia Challenger Morelia, Mexic Hard – Challenger 125 – 32S/24Q/16D                                | Gonzalo Escobar                                        |                                      | Beibit Zhukayev Hugo Grenier                | Alex Hernández Marc-Andrea Hüsler Thiago Agustín Tirante Bernard Tomic                         |
| 24 martie  | Girona Challenger Girona, Spania Zgură – Challenger 100 – 32S/24Q/16D                                | Marin Čilić 6–3, 6–4                                   | Elmer Møller                         | Jesper de Jong Dušan Lajović                | Pablo Carreño Busta Sebastian Ofner Timofey Skatov Benjamin Hassan                             |
| 24 martie  | Girona Challenger Girona, Spania Zgură – Challenger 100 – 32S/24Q/16D                                | Anirudh Chandrasekar David Vega Hernández 6–4, 6–4     | Grégoire Jacq Orlando Luz            | Jesper de Jong Dušan Lajović                | Pablo Carreño Busta Sebastian Ofner Timofey Skatov Benjamin Hassan                             |
| 24 martie  | Challenger Concepción Concepción, Chile Zgură – Challenger 75 – 32S/24Q/16D                          | Emilio Nava 6–1, 7–6(7–3)                              | Nicolás Kicker                       | Matías Soto Genaro Alberto Olivieri         | Guido Iván Justo Román Andrés Burruchaga João Lucas Reis da Silva Daniel Elahi Galán           |
| 24 martie  | Challenger Concepción Concepción, Chile Zgură – Challenger 75 – 32S/24Q/16D                          | Vasil Kirkov Matías Soto 6–2, 6–4                      | Seita Watanabe Takeru Yuzuki         | Matías Soto Genaro Alberto Olivieri         | Guido Iván Justo Román Andrés Burruchaga João Lucas Reis da Silva Daniel Elahi Galán           |
| 31 martie  | Menorca Challenger Menorca, Spania Zgură – Challenger 100 – 32S/24Q/16D                              | Vilius Gaubas 6–0, 6–4                                 | Pol Martín Tiffon                    | Lukas Neumayer Ignacio Buse                 | Carlos Taberner Elmer Møller Zsombor Piros Sebastian Ofner                                     |
| 31 martie  | Menorca Challenger Menorca, Spania Zgură – Challenger 100 – 32S/24Q/16D                              | Benjamin Hassan Sebastian Ofner 7–5, 6–3               | Andrea Vavassori Matteo Vavassori    | Lukas Neumayer Ignacio Buse                 | Carlos Taberner Elmer Møller Zsombor Piros Sebastian Ofner                                     |
| 31 martie  | Open Città della Disfida Barletta, Italia Zgură – Challenger 75 – 32S/24Q/16D                        | Dalibor Svrčina 7–5, 6–3                               | Vitaliy Sachko                       | Valentin Royer Maxim Mrva                   | Enrico Dalla Valle Michael Geerts Dan Evans Matej Dodig                                        |
| 31 martie  | Open Città della Disfida Barletta, Italia Zgură – Challenger 75 – 32S/24Q/16D                        | Alexander Merino Christoph Negritu 7–6(7–5), 6–2       | Mats Hermans Tiago Pereira           | Valentin Royer Maxim Mrva                   | Enrico Dalla Valle Michael Geerts Dan Evans Matej Dodig                                        |
| 31 martie  | Campeonato Internacional de Tênis de Campinas Campinas, Brazilia Zgură – Challenger 75 – 32S/24Q/16D | Tomás Barrios Vera 6–4, 6–3                            | Álvaro Guillén Meza                  | Juan Pablo Varillas Matías Soto             | Eduardo Ribeiro Gonzalo Bueno Juan Carlos Prado Ángelo Daniel Dutra da Silva                   |
| 31 martie  | Campeonato Internacional de Tênis de Campinas Campinas, Brazilia Zgură – Challenger 75 – 32S/24Q/16D | Mariano Kestelboim Gonzalo Villanueva 6–2, 7–6(7–5)    | Seita Watanabe Takeru Yuzuki         | Juan Pablo Varillas Matías Soto             | Eduardo Ribeiro Gonzalo Bueno Juan Carlos Prado Ángelo Daniel Dutra da Silva                   |
| 31 martie  | Morelos Open Cuernavaca, Mexic Hard – Challenger 75 – 32S/24Q/16D                                    | Marc-Andrea Hüsler 6–4, 3–6, 6–4                       | Dmitry Popko                         | Rafael Jódar Alexis Galarneau               | Rodrigo Pacheco Méndez Aidan Mayo Juan Pablo Ficovich Robin Catry                              |
| 31 martie  | Morelos Open Cuernavaca, Mexic Hard – Challenger 75 – 32S/24Q/16D                                    | Jody Maginley Alfredo Perez 7–5, 6–7(5–7), [10–8]      | Finn Reynolds James Watt             | Rafael Jódar Alexis Galarneau               | Rodrigo Pacheco Méndez Aidan Mayo Juan Pablo Ficovich Robin Catry                              |

### Aprilie
| Săptă mâna | Turneu                                                                                       | Campioni                                                    | Finaliști                                  | Semifinaliști                             | Sfertfinaliști                                                              |
| ---------- | -------------------------------------------------------------------------------------------- | ----------------------------------------------------------- | ------------------------------------------ | ----------------------------------------- | --------------------------------------------------------------------------- |
| 7 aprilie  | Mexico City Open Mexico City, Mexic Zgură – Challenger 125 – 32S/24Q/16D                     | Felipe Meligeni Alves 6–3, 6–3                              | Luka Pavlovic                              | Adrian Mannarino Marc-Andrea Hüsler       | Juan Pablo Varillas Bernard Tomic Alfredo Perez Aziz Dougaz                 |
| 7 aprilie  | Mexico City Open Mexico City, Mexic Zgură – Challenger 125 – 32S/24Q/16D                     | Santiago González Austin Krajicek 7–6(11–9), 3–6, [10–5]    | Ryan Seggerman Patrik Trhac                | Adrian Mannarino Marc-Andrea Hüsler       | Juan Pablo Varillas Bernard Tomic Alfredo Perez Aziz Dougaz                 |
| 7 aprilie  | Open Comunidad de Madrid Madrid, Spania Zgură – Challenger 100 – 32S/24Q/16D                 | Kamil Majchrzak 6–3, 4–6, 6–4                               | Marin Čilić                                | Valentin Royer Norbert Gombos             | Zsombor Piros Vilius Gaubas Pavel Kotov Pablo Carreño Busta                 |
| 7 aprilie  | Open Comunidad de Madrid Madrid, Spania Zgură – Challenger 100 – 32S/24Q/16D                 | Francisco Cabral Lucas Miedler 7–6(7–2), 6–4                | Jakub Paul David Pel                       | Valentin Royer Norbert Gombos             | Zsombor Piros Vilius Gaubas Pavel Kotov Pablo Carreño Busta                 |
| 7 aprilie  | Monza Challenger Monza, Italia Zgură – Challenger 100 – 32S/24Q/16D                          | Raphaël Collignon 6–3, 7–5                                  | Vitaliy Sachko                             | Dalibor Svrčina Luca Van Assche           | Jan Choinski Filip Misolic Federico Arnaboldi Jacopo Vasamì                 |
| 7 aprilie  | Monza Challenger Monza, Italia Zgură – Challenger 100 – 32S/24Q/16D                          | Sander Arends Luke Johnson 6–1, 6–1                         | Filippo Romano Jacopo Vasamì               | Dalibor Svrčina Luca Van Assche           | Jan Choinski Filip Misolic Federico Arnaboldi Jacopo Vasamì                 |
| 7 aprilie  | Sarasota Open Sarasota, Statele Unite Zgură – Challenger 75 – 32S/24Q/16D                    | Emilio Nava 6–2, 7–6(7–2)                                   | Liam Draxl                                 | Eliot Spizzirri Federico Agustín Gómez    | Geoffrey Blancaneaux Tomás Barrios Vera Andrés Andrade Filip Cristian Jianu |
| 7 aprilie  | Sarasota Open Sarasota, Statele Unite Zgură – Challenger 75 – 32S/24Q/16D                    | Robert Cash JJ Tracy 6–4, 7–6(7–3)                          | Federico Agustín Gómez Luis David Martínez | Eliot Spizzirri Federico Agustín Gómez    | Geoffrey Blancaneaux Tomás Barrios Vera Andrés Andrade Filip Cristian Jianu |
| 14 aprilie | Busan Open Busan, Coreea de Sud Hard – Challenger 125 – 32S/24Q/16D                          | Térence Atmane 6–3, 6–4                                     | Adam Walton                                | Jason Kubler Brandon Holt                 | Yasutaka Uchiyama Chung Hyeon Hsu Yu-hsiou Ilia Simakin                     |
| 14 aprilie | Busan Open Busan, Coreea de Sud Hard – Challenger 125 – 32S/24Q/16D                          | Rio Noguchi Yuta Shimizu 7–6(9–7), 6–4                      | Ray Ho Matthew Romios                      | Jason Kubler Brandon Holt                 | Yasutaka Uchiyama Chung Hyeon Hsu Yu-hsiou Ilia Simakin                     |
| 14 aprilie | Open de Oeiras Oeiras, Portugalia Zgură – Challenger 125 – 32S/24Q/16D                       | Elmer Møller 6–0, 6–4                                       | Francisco Comesaña                         | Carlos Taberner · Roman Safiullin         | Grégoire Barrère Raphaël Collignon Rémy Bertola Dušan Lajović               |
| 14 aprilie | Open de Oeiras Oeiras, Portugalia Zgură – Challenger 125 – 32S/24Q/16D                       | Karol Drzewiecki Piotr Matuszewski 6–4, 3–6, [10–8]         | Francisco Cabral Lucas Miedler             | Carlos Taberner · Roman Safiullin         | Grégoire Barrère Raphaël Collignon Rémy Bertola Dušan Lajović               |
| 14 aprilie | San Luis Open Challenger San Luis Potosí, Mexic Zgură – Challenger 75 – 32S/24Q/16D          | James Duckworth 6–1, 6–1                                    | Max Wiskandt                               | Dan Martin Juan Pablo Ficovich            | Alfredo Perez Mateus Alves Miguel Tobón Santiago Rodríguez Taverna          |
| 14 aprilie | San Luis Open Challenger San Luis Potosí, Mexic Zgură – Challenger 75 – 32S/24Q/16D          | Ivan Liutarevich Marcus Willis 6–3, 6–4                     | Trey Hilderbrand Alfredo Perez             | Dan Martin Juan Pablo Ficovich            | Alfredo Perez Mateus Alves Miguel Tobón Santiago Rodríguez Taverna          |
| 14 aprilie | Tallahassee Tennis Challenger Tallahassee, Statele Unite Zgură – Challenger 75 – 32S/24Q/16D | James Duckworth 6–1, 6–1                                    | Max Wiskandt                               | Mathys Erhard Andrea Collarini            | Murphy Cassone Mitchell Krueger João Lucas Reis da Silva Andrés Andrade     |
| 14 aprilie | Tallahassee Tennis Challenger Tallahassee, Statele Unite Zgură – Challenger 75 – 32S/24Q/16D | Liam Draxl Cleeve Harper 6–2, 6–3                           | James Cerretani George Goldhoff            | Mathys Erhard Andrea Collarini            | Murphy Cassone Mitchell Krueger João Lucas Reis da Silva Andrés Andrade     |
| 21 aprilie | Gwangju Open Gwangju, Coreea de Sud Hard – Challenger 75 – 32S/24Q/16D                       | Jason Kubler 7–5, 6–7(7–9), 6–3                             | Alibek Kachmazov                           | Tristan Schoolkate Yosuke Watanuki        | Hugo Grenier Chung Hyeon Brandon Holt Omar Jasika                           |
| 21 aprilie | Gwangju Open Gwangju, Coreea de Sud Hard – Challenger 75 – 32S/24Q/16D                       | Ray Ho Matthew Romios 6–3, 7–6(8–6)                         | Vasil Kirkov Bart Stevens                  | Tristan Schoolkate Yosuke Watanuki        | Hugo Grenier Chung Hyeon Brandon Holt Omar Jasika                           |
| 21 aprilie | Savannah Challenger Savannah, Statele Unite Zgură – Challenger 75 – 32S/24Q/16D              | Nicolás Mejía 2–6, 6–2, 7–6(7–3)                            | Liam Draxl                                 | Eliot Spizzirri Genaro Alberto Olivieri   | Stefan Kozlov Wu Tung-lin Oliver Crawford Andres Martin                     |
| 21 aprilie | Savannah Challenger Savannah, Statele Unite Zgură – Challenger 75 – 32S/24Q/16D              | Federico Agustín Gómez Luis David Martínez 3–6, 6–3, [10–5] | Mac Kiger Patrick Maloney                  | Eliot Spizzirri Genaro Alberto Olivieri   | Stefan Kozlov Wu Tung-lin Oliver Crawford Andres Martin                     |
| 21 aprilie | Côte d'Ivoire Open II Abidjan, Coasta de Fildeș Hard – Challenger 50 – 32S/24Q/16D           | Eliakim Coulibaly 6–7(3–7), 6–4, 6–4                        | Aziz Dougaz                                | Michael Geerts Ričardas Berankis          | Philip Henning Aryan Shah Clément Chidekh Aleksandre Bakshi                 |
| 21 aprilie | Côte d'Ivoire Open II Abidjan, Coasta de Fildeș Hard – Challenger 50 – 32S/24Q/16D           | Constantin Bittoun Kouzmine Aziz Ouakaa 7–6(7–5), 7–5       | Aleksandre Bakshi S D Prajwal Dev          | Michael Geerts Ričardas Berankis          | Philip Henning Aryan Shah Clément Chidekh Aleksandre Bakshi                 |
| 21 aprilie | Garden Open Roma, Italia Zgură – Challenger 50 – 32S/24Q/16D                                 | Matteo Gigante 6–2, 3–6, 6–4                                | Vilius Gaubas                              | Lukas Neumayer Sandro Kopp                | Andrea Pellegrino Timofey Skatov Federico Arnaboldi Francesco Maestrelli    |
| 21 aprilie | Garden Open Roma, Italia Zgură – Challenger 50 – 32S/24Q/16D                                 | Erik Grevelius Adam Heinonen 7–6(7–2), 7–5                  | Marco Bortolotti Giorgio Ricca             | Lukas Neumayer Sandro Kopp                | Andrea Pellegrino Timofey Skatov Federico Arnaboldi Francesco Maestrelli    |
| 21 aprilie | Challenger Tucumán San Miguel de Tucumán, Argentina Zgură – Challenger 50 – 32S/24Q/16D      | Alex Barrena 7–5, 6–2                                       | Santiago Rodríguez Taverna                 | Andrea Collarini Murkel Dellien           | Facundo Bagnis Juan Bautista Torres Pedro Boscardin Dias Mariano Kestelboim |
| 21 aprilie | Challenger Tucumán San Miguel de Tucumán, Argentina Zgură – Challenger 50 – 32S/24Q/16D      | Conner Huertas del Pino Federico Zeballos 1–6, 6–2, [10–8]  | Luciano Emanuel Ambrogi Máximo Zeitune     | Andrea Collarini Murkel Dellien           | Facundo Bagnis Juan Bautista Torres Pedro Boscardin Dias Mariano Kestelboim |
| 28 aprilie | Open Aix Provence Aix-en-Provence, Franța Zgură – Challenger 175 – 28S/16Q/16D               | Borna Ćorić 6–7(5–7), 6–3, 7–6(7–4)                         | Stan Wawrinka                              | Borna Gojo Ignacio Buse                   | Nishesh Basavareddy Valentin Vacherot Mariano Navone Reilly Opelka          |
| 28 aprilie | Open Aix Provence Aix-en-Provence, Franța Zgură – Challenger 175 – 28S/16Q/16D               | Robert Cash JJ Tracy 7–5, 7–6(7–5)                          | Théo Arribagé Hugo Nys                     | Borna Gojo Ignacio Buse                   | Nishesh Basavareddy Valentin Vacherot Mariano Navone Reilly Opelka          |
| 28 aprilie | Estoril Open Estoril, Portugalia Zgură – Challenger 175 – 28S/16Q/16D                        | Alex Michelsen 6–4, 6–4                                     | Andrea Pellegrino                          | Aleksandar Vukic Miomir Kecmanović        | Nicolás Jarry Bernabé Zapata Miralles Nuno Borges Luca Nardi                |
| 28 aprilie | Estoril Open Estoril, Portugalia Zgură – Challenger 175 – 28S/16Q/16D                        | Ariel Behar Joran Vliegen 7–5, 6–3                          | Francisco Cabral Lucas Miedler             | Aleksandar Vukic Miomir Kecmanović        | Nicolás Jarry Bernabé Zapata Miralles Nuno Borges Luca Nardi                |
| 28 aprilie | Upper Austria Open Mauthausen, Austria Zgură – Challenger 100 – 32S/24Q/16D                  | Cristian Garín 3–6, 6–1, 6–4                                | Tomás Barrios Vera                         | Jérôme Kym Román Andrés Burruchaga        | Alexander Blockx Marco Trungelliti Neil Oberleitner Thiago Agustín Tirante  |
| 28 aprilie | Upper Austria Open Mauthausen, Austria Zgură – Challenger 100 – 32S/24Q/16D                  | Nico Hipfl Jérôme Kym 7–5, 3–6, [10–2]                      | Ryan Seggerman David Stevenson             | Jérôme Kym Román Andrés Burruchaga        | Alexander Blockx Marco Trungelliti Neil Oberleitner Thiago Agustín Tirante  |
| 28 aprilie | Guangzhou International Challenger Nansha, China Hard – Challenger 75 – 32S/24Q/16D          | Térence Atmane 6–3, 7–6(7–4)                                | Tristan Schoolkate                         | Alibek Kachmazov · Brandon Holt           | James McCabe · Hugo Grenier · Ilia Simakin · Hsu Yu-hsiou                   |
| 28 aprilie | Guangzhou International Challenger Nansha, China Hard – Challenger 75 – 32S/24Q/16D          | Ray Ho Matthew Romios 6–3, 6–4                              | Vasil Kirkov Bart Stevens                  | Alibek Kachmazov · Brandon Holt           | James McCabe · Hugo Grenier · Ilia Simakin · Hsu Yu-hsiou                   |
| 28 aprilie | Ostra Group Open Ostrava, Republica Cehă Zgură – Challenger 75 – 32S/24Q/16D                 | Zsombor Piros 6–3, 6–2                                      | Hady Habib                                 | Oriol Roca Batalla Gauthier Onclin        | Vít Kopřiva Henri Squire Daniel Rincón Petr Brunclík                        |
| 28 aprilie | Ostra Group Open Ostrava, Republica Cehă Zgură – Challenger 75 – 32S/24Q/16D                 | Jan Jermář Stefan Latinović 7–5, 6–3                        | Finn Reynolds James Watt                   | Oriol Roca Batalla Gauthier Onclin        | Vít Kopřiva Henri Squire Daniel Rincón Petr Brunclík                        |
| 28 aprilie | Brasil Tennis Open Porto Alegre, Brazilia Zgură – Challenger 50 – 32S/24Q/16D                | Santiago Rodríguez Taverna 4–6, 6–4, 7–6(8–6)               | Nikolás Sánchez Izquierdo                  | Matheus Pucinelli de Almeida Alex Barrena | Lautaro Midón Guido Iván Justo Eduardo Ribeiro João Lucas Reis da Silva     |
| 28 aprilie | Brasil Tennis Open Porto Alegre, Brazilia Zgură – Challenger 50 – 32S/24Q/16D                | Juan Carlos Prado Ángelo Federico Zeballos 7–5, 7–5         | Lautaro Midón Gonzalo Villanueva           | Matheus Pucinelli de Almeida Alex Barrena | Lautaro Midón Guido Iván Justo Eduardo Ribeiro João Lucas Reis da Silva     |

### Mai
| Săptă mâna | Turneu | Campioni                                                      | Finaliști                                       | Semifinaliști                        | Sfertfinaliști                                                           |
| ---------- | --- | ------------------------------------------------------------- | ----------------------------------------------- | ------------------------------------ | ------------------------------------------------------------------------ |
| 5 mai      | Wuxi Open Wuxi, China Hard – Challenger 100 – 32S/24Q/16D                                                    | Sun Fajing 7–6(7–4), 6–4                                      | Alex Bolt                                       | Ilia Simakin Térence Atmane          | Yusuke Takahashi Ryan Peniston Rio Noguchi Cui Jie                       |
| 5 mai      | Wuxi Open Wuxi, China Hard – Challenger 100 – 32S/24Q/16D                                                    | Vasil Kirkov Bart Stevens 3–6, 7–5, [10–6]                    | Ray Ho Matthew Romios                           | Ilia Simakin Térence Atmane          | Yusuke Takahashi Ryan Peniston Rio Noguchi Cui Jie                       |
| 5 mai      | Internazionali di Tennis Francavilla al Mare Francavilla al Mare, Italia Zgură – Challenger 75 – 32S/24Q/16D | Francesco Maestrelli 6–4, 6–4                                 | Valentin Vacherot                               | Dominic Stricker Mark Lajal          | Kimmer Coppejans Benoît Paire Elias Ymer Carlos Sánchez Jover            |
| 5 mai      | Internazionali di Tennis Francavilla al Mare Francavilla al Mare, Italia Zgură – Challenger 75 – 32S/24Q/16D | Luis David Martínez Facundo Mena 7–5, 2–6, [10–6]             | Théo Arribagé Grégoire Jacq                     | Dominic Stricker Mark Lajal          | Kimmer Coppejans Benoît Paire Elias Ymer Carlos Sánchez Jover            |
| 5 mai      | Advantage Cars Prague Open Praga, Republica Cehă Zgură – Challenger 75 – 32S/24Q/16D                         | Filip Misolic 6–4, 6–0                                        | Guy den Ouden                                   | Lukáš Klein Martín Landaluce         | Maxime Chazal Mees Röttgering Alexander Blockx Nicolai Budkov Kjær       |
| 5 mai      | Advantage Cars Prague Open Praga, Republica Cehă Zgură – Challenger 75 – 32S/24Q/16D                         | Denys Molchanov Matěj Vocel 7–6(7–3), 6–3                     | David Pichler Jurij Rodionov                    | Lukáš Klein Martín Landaluce         | Maxime Chazal Mees Röttgering Alexander Blockx Nicolai Budkov Kjær       |
| 5 mai      | Santos Brasil Tennis Cup Santos, Brazilia Zgură – Challenger 50 – 32S/24Q/16D                                | Álvaro Guillén Meza 6–3, 7–6(14–12)                           | Matheus Pucinelli de Almeida                    | Franco Roncadelli Nicolás Kicker     | Renzo Olivo Gonzalo Villanueva Lautaro Midón Gianluca Mager              |
| 5 mai      | Santos Brasil Tennis Cup Santos, Brazilia Zgură – Challenger 50 – 32S/24Q/16D                                | Pedro Boscardin Dias Gonzalo Villanueva 6–2, 6–7(3–7), [10–7] | Boris Arias Federico Zeballos                   | Franco Roncadelli Nicolás Kicker     | Renzo Olivo Gonzalo Villanueva Lautaro Midón Gianluca Mager              |
| 12 mai     | BNP Paribas Primrose Bordeaux Bordeaux, Franța Zgură – Challenger 175 – 28S/16Q/16D                          | Giovanni Mpetshi Perricard 6–3, 6–7(5–7), 7–5                 | Nikoloz Basilashvili                            | Tallon Griekspoor Rinky Hijikata     | Brandon Nakashima Térence Atmane Alexander Shevchenko Benjamin Hassan    |
| 12 mai     | BNP Paribas Primrose Bordeaux Bordeaux, Franța Zgură – Challenger 175 – 28S/16Q/16D                          | Francisco Cabral Lucas Miedler 7–6(7–1), 7–6(7–2)             | Yuki Bhambri Robert Galloway                    | Tallon Griekspoor Rinky Hijikata     | Brandon Nakashima Térence Atmane Alexander Shevchenko Benjamin Hassan    |
| 12 mai     | Piemonte Open Torino, Italia Zgură – Challenger 175 – 28S/16Q/16D                                            | Alexander Bublik 6–3, 6–3                                     | Bu Yunchaokete                                  | Daniel Altmaier Camilo Ugo Carabelli | Flavio Cobolli Tomás Martín Etcheverry Tseng Chun-hsin Francesco Passaro |
| 12 mai     | Piemonte Open Torino, Italia Zgură – Challenger 175 – 28S/16Q/16D                                            | Ariel Behar Joran Vliegen 6–2, 6–4                            | Robin Haase Hendrik Jebens                      | Daniel Altmaier Camilo Ugo Carabelli | Flavio Cobolli Tomás Martín Etcheverry Tseng Chun-hsin Francesco Passaro |
| 12 mai     | Open de Oeiras II Oeiras, Portugalia Zgură – Challenger 100 – 32S/24Q/16D                                    | Cristian Garín 7–6(7–3), 4–6, 6–2                             | Mitchell Krueger                                | Hady Habib Román Andrés Burruchaga   | Wu Yibing Thiago Agustín Tirante Giulio Zeppieri Gastão Elias            |
| 12 mai     | Open de Oeiras II Oeiras, Portugalia Zgură – Challenger 100 – 32S/24Q/16D                                    | Andreas Mies David Vega Hernández 6–4, 6–4                    | Marcelo Demoliner David Pichler                 | Hady Habib Román Andrés Burruchaga   | Wu Yibing Thiago Agustín Tirante Giulio Zeppieri Gastão Elias            |
| 12 mai     | Tunis Open Tunis, Tunisia Zgură – Challenger 75 – 32S/24Q/16D                                                | Zsombor Piros 7–5, 7–6(7–3)                                   | Titouan Droguet                                 | Chris Rodesch Ivan Gakhov            | Valentin Royer Federico Coria Coleman Wong Francesco Maestrelli          |
| 12 mai     | Tunis Open Tunis, Tunisia Zgură – Challenger 75 – 32S/24Q/16D                                                | Hynek Bartoň Michael Vrbenský 5–7, 6–4, [10–7]                | Siddhant Banthia Alexander Donski               | Chris Rodesch Ivan Gakhov            | Valentin Royer Federico Coria Coleman Wong Francesco Maestrelli          |
| 12 mai     | Zagreb Open Zagreb, Croația Zgură – Challenger 75 – 32S/24Q/16D<                                             | Dino Prižmić 6–2, 0–0 ret.                                    | Luca Van Assche                                 | Luka Pavlovic Marco Trungelliti      | Mili Poljičak Filip Misolic Harold Mayot Jérôme Kym                      |
| 12 mai     | Zagreb Open Zagreb, Croația Zgură – Challenger 75 – 32S/24Q/16D<                                             | Matej Dodig Nino Serdarušić 6–4, 6–4                          | Luka Mikrut Mili Poljičak                       | Luka Pavlovic Marco Trungelliti      | Mili Poljičak Filip Misolic Harold Mayot Jérôme Kym                      |
| 12 mai     | Open Bogotá Bogotá, Columbia Zgură – Challenger 50 – 32S/24Q/16D                                             | Patrick Kypson 6–1, 6–3                                       | Pedro Sakamoto                                  | Pedro Rodrigues Hernán Casanova      | Nicolás Álvarez Varona Mateo Barreiros Reyes Zdeněk Kolář Elmar Ejupovic |
| 12 mai     | Open Bogotá Bogotá, Columbia Zgură – Challenger 50 – 32S/24Q/16D                                             | Luís Britto Zdeněk Kolář 6–4, 7–6(7–4)                        | Arklon Huertas del Pino Conner Huertas del Pino | Pedro Rodrigues Hernán Casanova      | Nicolás Álvarez Varona Mateo Barreiros Reyes Zdeněk Kolář Elmar Ejupovic |
| 19 mai     | Macedonian Open Skopje, Macedonia de Nord Zgură – Challenger 75 – 32S/24Q/16D                                | Jay Clarke 6–2, 6–3                                           | Nerman Fatić                                    | Hugo Dellien Mili Poljičak           | Daniel Michalski Joel Schwärzler Michael Geerts Christoph Negritu        |
| 19 mai     | Macedonian Open Skopje, Macedonia de Nord Zgură – Challenger 75 – 32S/24Q/16D                                | Andrew Paulson Michael Vrbenský 2–6, 6–4, [10–6]              | Sriram Balaji Miguel Ángel Reyes-Varela         | Hugo Dellien Mili Poljičak           | Daniel Michalski Joel Schwärzler Michael Geerts Christoph Negritu        |
| 19 mai     | Tbilisi Challenger Tbilisi, Georgia Hard – Challenger 50 – 32S/24Q/16D                                       | Saba Purtseladze 7–6(7–5), 6–4                                | Federico Cinà                                   | Charles Broom Martin Damm            | Lukáš Pokorný Eliakim Coulibaly Daniil Glinka George Loffhagen           |
| 19 mai     | Tbilisi Challenger Tbilisi, Georgia Hard – Challenger 50 – 32S/24Q/16D                                       | Masamichi Imamura Naoki Tajima 1–6, 6–3, [10–5]               | Siddhant Banthia Ramkumar Ramanathan            | Charles Broom Martin Damm            | Lukáš Pokorný Eliakim Coulibaly Daniil Glinka George Loffhagen           |
| 26 mai     | Little Rock Challenger Little Rock, Statele Unite Hard – Challenger 75 – 32S/24Q/16D                         | Patrick Kypson 6–1, 1–6, 7–5                                  | Michael Zheng                                   | Andrés Andrade Liam Draxl            | Rio Noguchi Naoki Nakagawa Andres Martin Kenta Miyoshi                   |
| 26 mai     | Little Rock Challenger Little Rock, Statele Unite Hard – Challenger 75 – 32S/24Q/16D                         | Aziz Dougaz Antoine Escoffier 6–2, 6–3                        | Andrés Andrade Nicolás Mejía                    | Andrés Andrade Liam Draxl            | Rio Noguchi Naoki Nakagawa Andres Martin Kenta Miyoshi                   |
| 26 mai     | Internazionali di Tennis Città di Vicenza Vicenza, Italia Zgură – Challenger 75 – 32S/24Q/16D                | Tseng Chun-hsin 6–3, 6–4                                      | Lukas Neumayer                                  | Chris Rodesch Jérôme Kym             | Joel Schwärzler Facundo Mena Ignacio Buse Duje Ajduković                 |
| 26 mai     | Internazionali di Tennis Città di Vicenza Vicenza, Italia Zgură – Challenger 75 – 32S/24Q/16D                | Federico Bondioli Stefano Travaglia 6–2, 6–1                  | August Holmgren Johannes Ingildsen              | Chris Rodesch Jérôme Kym             | Joel Schwärzler Facundo Mena Ignacio Buse Duje Ajduković                 |
| 26 mai     | Chișinău Challenger Chișinău, Republica Moldova Hard – Challenger 50 – 32S/24Q/16D                           | Clément Chidekh 7–6(8–6), 7–5                                 | Ilia Simakin                                    | Giles Hussey Toby Samuel             | Petr Bar Biryukov Kaichi Uchida Stuart Parker Robert Strombachs          |
| 26 mai     | Chișinău Challenger Chișinău, Republica Moldova Hard – Challenger 50 – 32S/24Q/16D                           | Szymon Kielan Filip Pieczonka 6–4, 6–0                        | Lukáš Pokorný Ilia Simakin                      | Giles Hussey Toby Samuel             | Petr Bar Biryukov Kaichi Uchida Stuart Parker Robert Strombachs          |

### Iunie
| Săptă mâna | Turneu                                                                                         | Campioni                                                         | Finaliști                           | Semifinaliști                                 | Sfertfinaliști                                                                  |
| ---------- | ---------------------------------------------------------------------------------------------- | ---------------------------------------------------------------- | ----------------------------------- | --------------------------------------------- | ------------------------------------------------------------------------------- |
| 2 iunie    | Lexus Birmingham Open Birmingham, Regatul Unit Iarbă – Challenger 125 – 32S/24Q/16D<           | Otto Virtanen 6–4, 6–4                                           | Colton Smith                        | Rinky Hijikata Brandon Holt                   | Lloyd Harris Alex Bolt Coleman Wong Adrian Mannarino                            |
| 2 iunie    | Lexus Birmingham Open Birmingham, Regatul Unit Iarbă – Challenger 125 – 32S/24Q/16D<           | Marcelo Demoliner Sadio Doumbia 6–4, 3–6, [10–5]                 | Diego Hidalgo Patrik Trhac          | Rinky Hijikata Brandon Holt                   | Lloyd Harris Alex Bolt Coleman Wong Adrian Mannarino                            |
| 2 iunie    | Heilbronner Neckarcup Heilbronn, Germania Zgură – Challenger 100 – 32S/24Q/16D                 | Ignacio Buse 7–5, 7–5                                            | Guy den Ouden                       | Marko Topo Marco Trungelliti                  | Facundo Mena Emilio Nava Rodrigo Pacheco Méndez Francesco Passaro               |
| 2 iunie    | Heilbronner Neckarcup Heilbronn, Germania Zgură – Challenger 100 – 32S/24Q/16D                 | Vasil Kirkov Bart Stevens 7–6(7–5), 4–6, [10–7]                  | Jakob Schnaitter Mark Wallner       | Marko Topo Marco Trungelliti                  | Facundo Mena Emilio Nava Rodrigo Pacheco Méndez Francesco Passaro               |
| 2 iunie    | UniCredit Czech Open Prostějov, Republica Cehă Zgură – Challenger 100 – 32S/24Q/16D            | Hugo Dellien 6–3, 6–4                                            | Tseng Chun-hsin                     | Vitaliy Sachko Alejandro Tabilo               | Alexander Shevchenko Dimitar Kuzmanov Jurij Rodionov Zsombor Piros              |
| 2 iunie    | UniCredit Czech Open Prostějov, Republica Cehă Zgură – Challenger 100 – 32S/24Q/16D            | Petr Nouza Patrik Rikl 4–6, 6–3, [10–4]                          | Lukáš Pokorný Dalibor Svrčina       | Vitaliy Sachko Alejandro Tabilo               | Alexander Shevchenko Dimitar Kuzmanov Jurij Rodionov Zsombor Piros              |
| 2 iunie    | Tyler Tennis Championships Tyler, Statele Unite Hard – Challenger 75 – 32S/24Q/16D             | Wu Yibing 6–4, 3–6, 6–3                                          | Zhou Yi                             | Karuê Sell Patrick Kypson                     | Andres Martin Alex Rybakov Rio Noguchi Trevor Svajda                            |
| 2 iunie    | Tyler Tennis Championships Tyler, Statele Unite Hard – Challenger 75 – 32S/24Q/16D             | Finn Reynolds James Watt 6–3, 6–1                                | Àlex Martínez Adrià Soriano Barrera | Karuê Sell Patrick Kypson                     | Andres Martin Alex Rybakov Rio Noguchi Trevor Svajda                            |
| 9 iunie    | Ilkley Trophy Ilkley, Regatul Unit Iarbă – Challenger 125 – 32S/24Q/16D                        | Tristan Schoolkate 6–7(8–10), 6–4, 6–3                           | Jack Pinnington Jones               | Zachary Svajda Shintaro Mochizuki             | Sho Shimabukuro Leandro Riedi Martín Landaluce Oliver Crawford                  |
| 9 iunie    | Ilkley Trophy Ilkley, Regatul Unit Iarbă – Challenger 125 – 32S/24Q/16D                        | Diego Hidalgo Patrik Trhac 6–3, 6–7(8–10), [10–7]                | Charles Broom Ben Jones             | Zachary Svajda Shintaro Mochizuki             | Sho Shimabukuro Leandro Riedi Martín Landaluce Oliver Crawford                  |
| 9 iunie    | Internazionali di Tennis Città di Perugia Perugia, Italia Zgură – Challenger 125 – 32S/24Q/16D | Andrea Pellegrino 6–2, 6–4                                       | Nerman Fatić                        | Luca Nardi Pierluigi Basile                   | Francesco Passaro Luka Pavlovic Dalibor Svrčina Federico Arnaboldi              |
| 9 iunie    | Internazionali di Tennis Città di Perugia Perugia, Italia Zgură – Challenger 125 – 32S/24Q/16D | Romain Arneodo Manuel Guinard 3–6, 6–3, [10–5]                   | Robin Haase Vasil Kirkov            | Luca Nardi Pierluigi Basile                   | Francesco Passaro Luka Pavlovic Dalibor Svrčina Federico Arnaboldi              |
| 9 iunie    | Bratislava Open Bratislava, Slovacia Zgură – Challenger 100 – 32S/24Q/16D                      | Dino Prižmić 6–4, 7–6(8–6)                                       | Valentin Royer                      | Alexander Shevchenko Cristian Garín           | Federico Cinà Marko Topo Matej Dodig Henrique Rocha                             |
| 9 iunie    | Bratislava Open Bratislava, Slovacia Zgură – Challenger 100 – 32S/24Q/16D                      | Andrew Paulson Matěj Vocel 6–1, 6–4                              | Jiří Barnat Filip Duda              | Alexander Shevchenko Cristian Garín           | Federico Cinà Marko Topo Matej Dodig Henrique Rocha                             |
| 9 iunie    | Open Sopra Steria de Lyon Lyon, Franța Zgură – Challenger 100 – 32S/24Q/16D                    | Marco Trungelliti 6–3, 4–6, 6–3                                  | Daniel Mérida                       | Gauthier Onclin Clément Tabur                 | Pablo Carreño Busta Luca Van Assche Dimitar Kuzmanov Hsu Yu-hsiou               |
| 9 iunie    | Open Sopra Steria de Lyon Lyon, Franța Zgură – Challenger 100 – 32S/24Q/16D                    | Hsu Yu-hsiou Kaichi Uchida 1–6, 6–3, [12–10]                     | Luca Sanchez Seita Watanabe         | Gauthier Onclin Clément Tabur                 | Pablo Carreño Busta Luca Van Assche Dimitar Kuzmanov Hsu Yu-hsiou               |
| 16 iunie   | Lexus Nottingham Challenger Nottingham, Regatul Unit Iarbă – Challenger 125 – 32S/24Q/16D      | Marin Čilić 6–2, 6–3                                             | Shintaro Mochizuki                  | Colton Smith Martín Landaluce                 | Emilio Nava Jaime Faria Térence Atmane Tomás Barrios Vera                       |
| 16 iunie   | Lexus Nottingham Challenger Nottingham, Regatul Unit Iarbă – Challenger 125 – 32S/24Q/16D      | Santiago González Austin Krajicek 7–6(7–2), 6–4                  | Fernando Romboli John-Patrick Smith | Colton Smith Martín Landaluce                 | Emilio Nava Jaime Faria Térence Atmane Tomás Barrios Vera                       |
| 16 iunie   | Emilia-Romagna Open Sassuolo, Italia Zgură – Challenger 125 – 32S/24Q/16D<                     | Carlos Taberner 7–6(7–1), 6–2                                    | Dušan Lajović                       | Francesco Passaro Rodrigo Pacheco Méndez      | Luca Van Assche Elias Ymer Francesco Maestrelli Daniel Rincón                   |
| 16 iunie   | Emilia-Romagna Open Sassuolo, Italia Zgură – Challenger 125 – 32S/24Q/16D<                     | Matthew Romios Ryan Seggerman 7–6(7–4), 3–6, [10–7]              | Alexander Erler Constantin Frantzen | Francesco Passaro Rodrigo Pacheco Méndez      | Luca Van Assche Elias Ymer Francesco Maestrelli Daniel Rincón                   |
| 16 iunie   | Poznań Open Poznań, Polonia Zgură – Challenger 100 – 32S/24Q/16D                               | Filip Misolic 6–2, 6–0                                           | Dalibor Svrčina                     | Cristian Garín Thiago Agustín Tirante         | Martin Krumich Jurij Rodionov Hynek Bartoň Lorenzo Giustino                     |
| 16 iunie   | Poznań Open Poznań, Polonia Zgură – Challenger 100 – 32S/24Q/16D                               | Sergio Martos Gornés Vijay Sundar Prashanth 2–6, 7–5, [10–8]     | Alexandru Jecan Bogdan Pavel        | Cristian Garín Thiago Agustín Tirante         | Martin Krumich Jurij Rodionov Hynek Bartoň Lorenzo Giustino                     |
| 16 iunie   | Royan Challenger Royan, Franța Zgură – Challenger 50 – 32S/24Q/16D                             | Titouan Droguet 4–6, 6–1, 6–4                                    | Dimitar Kuzmanov                    | Mika Brunold Daniel Mérida                    | Enzo Couacaud Andrés Santamarta Roig Kilian Feldbausch Luka Mikrut              |
| 16 iunie   | Royan Challenger Royan, Franța Zgură – Challenger 50 – 32S/24Q/16D                             | Matej Dodig Nino Serdarušić 7–5, 6–7(4–7), [12–10]               | Adil Kalyanpur Parikshit Somani     | Mika Brunold Daniel Mérida                    | Enzo Couacaud Andrés Santamarta Roig Kilian Feldbausch Luka Mikrut              |
| 16 iunie   | Santa Cruz Challenger Santa Cruz de la Sierra, Bolivia Zgură – Challenger 50 – 32S/24Q/16D     | Alex Barrena 5–7, 7–5, 6–3                                       | Franco Roncadelli                   | João Lucas Reis da Silva Juan Manuel La Serna | Gonzalo Villanueva Lucas Gerch Bautista Vilicich Lautaro Midón                  |
| 16 iunie   | Santa Cruz Challenger Santa Cruz de la Sierra, Bolivia Zgură – Challenger 50 – 32S/24Q/16D     | Mariano Kestelboim Gonzalo Villanueva 6–3, 6–2                   | Boris Arias Federico Zeballos       | João Lucas Reis da Silva Juan Manuel La Serna | Gonzalo Villanueva Lucas Gerch Bautista Vilicich Lautaro Midón                  |
| 23 iunie   | Aspria Tennis Cup Milano, Italia Zgură – Challenger 75 – 32S/24Q/16D                           | Marco Cecchinato 6–2, 6–3                                        | Dino Prižmić                        | Rafael Jódar Jacopo Vasamì                    | Christoph Negritu Arthur Géa Max Houkes Luka Mikrut                             |
| 23 iunie   | Aspria Tennis Cup Milano, Italia Zgură – Challenger 75 – 32S/24Q/16D                           | Matthew Romios Ryan Seggerman 3–6, 7–5, [10–8]                   | George Goldhoff Ray Ho              | Rafael Jódar Jacopo Vasamì                    | Christoph Negritu Arthur Géa Max Houkes Luka Mikrut                             |
| 23 iunie   | Lima Challenger Lima, Peru Zgură – Challenger 50 – 32S/24Q/16D                                 | Juan Carlos Prado Ángelo 6–4, 7–5                                | Gonzalo Bueno                       | Pedro Boscardin Dias Dali Blanch              | Nicolás Mejía Alex Barrena Matheus Pucinelli de Almeida Genaro Alberto Olivieri |
| 23 iunie   | Lima Challenger Lima, Peru Zgură – Challenger 50 – 32S/24Q/16D                                 | Boris Arias Federico Zeballos 6–2, 1–6, [12–10]                  | Sekou Bangoura Roy Stepanov         | Pedro Boscardin Dias Dali Blanch              | Nicolás Mejía Alex Barrena Matheus Pucinelli de Almeida Genaro Alberto Olivieri |
| 30 iunie   | Cary Tennis Classic Cary, Statele Unite Hard – Challenger 75 – 32S/24Q/16D                     | Rei Sakamoto 6–1, 6–4                                            | Liam Draxl                          | Patrick Kypson Wu Yibing                      | Tristan Schoolkate Alexis Galarneau Michael Zheng Aidan Mayo                    |
| 30 iunie   | Cary Tennis Classic Cary, Statele Unite Hard – Challenger 75 – 32S/24Q/16D                     | Finn Reynolds James Watt 6–3, 6–7(2–7), [10–5]                   | Patrick Harper Trey Hilderbrand     | Patrick Kypson Wu Yibing                      | Tristan Schoolkate Alexis Galarneau Michael Zheng Aidan Mayo                    |
| 30 iunie   | Ion Țiriac Challenger Brașov, România Zgură – Challenger 75 – 32S/24Q/16D                      | Francesco Maestrelli 7–6(9–7), 6–4                               | Luka Pavlovic                       | Tom Paris Juan Pablo Ficovich                 | Marko Topo Radu Mihai Papoe Gabi Adrian Boitan Frederico Ferreira Silva         |
| 30 iunie   | Ion Țiriac Challenger Brașov, România Zgură – Challenger 75 – 32S/24Q/16D                      | Vladyslav Orlov Santiago Rodríguez Taverna 4–6, 7–6(7–5), [10–7] | Alexandru Jecan Bogdan Pavel        | Tom Paris Juan Pablo Ficovich                 | Marko Topo Radu Mihai Papoe Gabi Adrian Boitan Frederico Ferreira Silva         |
| 30 iunie   | Modena Challenger Modena, Italia Zgură – Challenger 75 – 32S/24Q/16D                           | Stefano Travaglia 6–4, 6–3                                       | Thiago Seyboth Wild                 | Jérôme Kym Federico Cinà                      | Marco Cecchinato Stefanos Sakellaridis Juan Manuel Cerúndolo Andrea Pellegrino  |
| 30 iunie   | Modena Challenger Modena, Italia Zgură – Challenger 75 – 32S/24Q/16D                           | Federico Agustín Gómez Luis David Martínez 7–5, 7–6(7–5)         | Johannes Ingildsen Miloš Karol      | Jérôme Kym Federico Cinà                      | Marco Cecchinato Stefanos Sakellaridis Juan Manuel Cerúndolo Andrea Pellegrino  |
| 30 iunie   | Internationaux de Tennis de Troyes Troyes, Franța Zgură – Challenger 50 – 32S/24Q/16D          | Jan Choinski 6–4, 6–7(4–7), 6–2                                  | Calvin Hemery                       | Marco Trungelliti Jacopo Berrettini           | Nikolás Sánchez Izquierdo Harold Mayot Norbert Gombos Javier Barranco Cosano    |
| 30 iunie   | Internationaux de Tennis de Troyes Troyes, Franța Zgură – Challenger 50 – 32S/24Q/16D          | Mario Mansilla Díez Bruno Pujol Navarro 7–6(7–3), 7–6(7–2)       | David Poljak Tim Rühl               | Marco Trungelliti Jacopo Berrettini           | Nikolás Sánchez Izquierdo Harold Mayot Norbert Gombos Javier Barranco Cosano    |

### Iulie
| Săptă mâna | Turneu                                                                                         | Campioni                                                                                            | Finaliști                            | Semifinaliști                         | Sfertfinaliști                                                                     |
| ---------- | ---------------------------------------------------------------------------------------------- | --------------------------------------------------------------------------------------------------- | ------------------------------------ | ------------------------------------- | ---------------------------------------------------------------------------------- |
| 7 iulie    | Brawo Open Braunschweig, Germania Zgur[ – Challenger 125 – 32S/24Q/16D                         | Mariano Navone 6–3, 7–5                                                                             | Juan Manuel Cerúndolo                | Filip Misolic Alex Molčan             | Yannick Hanfmann Botic van de Zandschulp Raphaël Collignon Roberto Carballés Baena |
| 7 iulie    | Brawo Open Braunschweig, Germania Zgur[ – Challenger 125 – 32S/24Q/16D                         | Vasil Kirkov Bart Stevens 6–2, 6–3                                                                  | Alexander Merino Christoph Negritu   | Filip Misolic Alex Molčan             | Yannick Hanfmann Botic van de Zandschulp Raphaël Collignon Roberto Carballés Baena |
| 7 iulie    | Hall of Fame Open Newport, Statele Unite Iarbă – Challenger 125 – 32S/24Q/16D                  | Zachary Svajda 7–5, 6–3                                                                             | Adrian Mannarino                     | Eliot Spizzirri Antoine Ghibaudo      | Yosuke Watanuki Tristan Schoolkate Bernard Tomic James Watt                        |
| 7 iulie    | Hall of Fame Open Newport, Statele Unite Iarbă – Challenger 125 – 32S/24Q/16D                  | Robert Cash JJ Tracy 7–6(7–3), 6–3                                                                  | Hans Hach Verdugo Cristian Rodríguez | Eliot Spizzirri Antoine Ghibaudo      | Yosuke Watanuki Tristan Schoolkate Bernard Tomic James Watt                        |
| 7 iulie    | Iași Open Iași, România Zgură – Challenger 100 – 32S/24Q/16D Simplu – Dublu                    | Elmer Møller 3–6, 6–1, 7–6(7–2)                                                                     | Titouan Droguet                      | Duje Ajduković Stan Wawrinka          | João Lucas Reis da Silva Murkel Dellien Francesco Maestrelli Radu Albot            |
| 7 iulie    | Iași Open Iași, România Zgură – Challenger 100 – 32S/24Q/16D Simplu – Dublu                    | Szymon Kielan Filip Pieczonka 7–5, 6–3                                                              | Cleeve Harper Ryan Seggerman         | Duje Ajduković Stan Wawrinka          | João Lucas Reis da Silva Murkel Dellien Francesco Maestrelli Radu Albot            |
| 7 iulie    | Internazionali di Tennis Città di Trieste Trieste, Italia Zgură – Challenger 100 – 32S/24Q/16D | Matej Dodig 6–3, 6–4                                                                                | Thiago Agustín Tirante               | Sumit Nagal Facundo Díaz Acosta       | Maxim Mrva Lukas Neumayer Stefano Travaglia Santiago Rodríguez Taverna             |
| 7 iulie    | Internazionali di Tennis Città di Trieste Trieste, Italia Zgură – Challenger 100 – 32S/24Q/16D | Jakub Paul Matěj Vocel 7–5, 6–1                                                                     | Robin Haase Johannes Ingildsen       | Sumit Nagal Facundo Díaz Acosta       | Maxim Mrva Lukas Neumayer Stefano Travaglia Santiago Rodríguez Taverna             |
| 7 iulie    | Winnipeg National Bank Challenger Winnipeg, Canada Hard – Challenger 75 – 32S/24Q/16D          | Liam Draxl 1–6, 6–3, 6–4                                                                            | Alexander Blockx                     | Sho Shimabukuro Zhou Yi               | Yuta Shimizu Hsu Yu-hsiou Andrés Andrade Rio Noguchi                               |
| 7 iulie    | Winnipeg National Bank Challenger Winnipeg, Canada Hard – Challenger 75 – 32S/24Q/16D          | Keshav Chopra Andres Martin 7–6(7–2), 3–6, [10–3]                                                   | Naoki Nakagawa Kris van Wyk          | Sho Shimabukuro Zhou Yi               | Yuta Shimizu Hsu Yu-hsiou Andrés Andrade Rio Noguchi                               |
| 7 iulie    | Lexus Nottingham Challenger II Nottingham, Regatul Unit Iarbă – Challenger 50 – 32S/24Q/16D    | Jack Pinnington Jones 6–4, 7–6(7–1)                                                                 | Kyle Edmund                          | Hamish Stewart Oliver Crawford        | Patrick Zahraj Ryan Peniston Alastair Gray Edward Winter                           |
| 7 iulie    | Lexus Nottingham Challenger II Nottingham, Regatul Unit Iarbă – Challenger 50 – 32S/24Q/16D    | Scott Duncan James MacKinlay 7–5, 4–6, [20–18]                                                      | Charles Broom Mark Whitehouse        | Hamish Stewart Oliver Crawford        | Patrick Zahraj Ryan Peniston Alastair Gray Edward Winter                           |
| 14 iulie   | San Marino Open San Marino, San Marino Zgură – Challenger 125 – 32S/24Q/16D                    | Lukáš Klein 6–3, 6–4                                                                                | Dino Prižmić                         | Matteo Gigante Thiago Agustín Tirante | Lukas Neumayer Luka Pavlovic Justin Engel Harold Mayot                             |
| 14 iulie   | San Marino Open San Marino, San Marino Zgură – Challenger 125 – 32S/24Q/16D                    | Karol Drzewiecki Ray Ho 7–5, 7–6(7–3)                                                               | Miloš Karol Vitaliy Sachko           | Matteo Gigante Thiago Agustín Tirante | Lukas Neumayer Luka Pavlovic Justin Engel Harold Mayot                             |
| 14 iulie   | Bunschoten Challenger Bunschoten, Țările de Jos Zgură – Challenger 75 – 32S/24Q/16D            | Jan Choinski 6–4, 3–6, 6–3                                                                          | Kimmer Coppejans                     | Alex Barrena Guy den Ouden            | Nicolás Kicker Geoffrey Blancaneaux Benjamin Hassan Gauthier Onclin                |
| 14 iulie   | Bunschoten Challenger Bunschoten, Țările de Jos Zgură – Challenger 75 – 32S/24Q/16D            | Michael Geerts Tim Rühl 7–5, 7–6(7–4)                                                               | Mats Hermans Mick Veldheer           | Alex Barrena Guy den Ouden            | Nicolás Kicker Geoffrey Blancaneaux Benjamin Hassan Gauthier Onclin                |
| 14 iulie   | Championnats de Granby Granby, Canada Hard – Challenger 75 – 32S/24Q/16D                       | August Holmgren 6–3, 6–3                                                                            | Liam Draxl                           | Eliot Spizzirri Alexander Blockx      | James Trotter Yuta Shimizu Alexis Galarneau Sho Shimabukuro                        |
| 14 iulie   | Championnats de Granby Granby, Canada Hard – Challenger 75 – 32S/24Q/16D                       | Finn Reynolds James Watt 6–3, 6–4                                                                   | Kody Pearson Yuta Shimizu            | Eliot Spizzirri Alexander Blockx      | James Trotter Yuta Shimizu Alexis Galarneau Sho Shimabukuro                        |
| 14 iulie   | Open de Tenis Ciudad de Pozoblanco Pozoblanco, Spania Hard – Challenger 75 – 32S/24Q/16D       | Daniel Mérida 6–3, 6–4                                                                              | Sun Fajing                           | Oliver Crawford Tiago Pereira         | Hugo Grenier Johannus Monday Edas Butvilas Aryan Shah                              |
| 14 iulie   | Open de Tenis Ciudad de Pozoblanco Pozoblanco, Spania Hard – Challenger 75 – 32S/24Q/16D       | Iñaki Montes de la Torre Sun Fajing 6–1, 7–6(10–8)                                                  | Anthony Genov Roy Stepanov           | Oliver Crawford Tiago Pereira         | Hugo Grenier Johannus Monday Edas Butvilas Aryan Shah                              |
| 21 iulie   | Zug Open Zug, Elveția Zgură – Challenger 125 – 32S/24Q/16D                                     | Lukáš Klein 6–2, 6–7(4–7), 6–4                                                                      | Harold Mayot                         | Stefanos Sakellaridis Jakub Paul      | Zsombor Piros Mika Brunold Facundo Díaz Acosta Marc-Andrea Hüsler                  |
| 21 iulie   | Zug Open Zug, Elveția Zgură – Challenger 125 – 32S/24Q/16D                                     | Geoffrey Blancaneaux / Harold Mayot vs Nam Ji-sung / Takeru Yuzuki Anulat din cauza vremii ploioase |                                      | Stefanos Sakellaridis Jakub Paul      | Zsombor Piros Mika Brunold Facundo Díaz Acosta Marc-Andrea Hüsler                  |
| 21 iulie   | Cranbrook Tennis Classic Bloomfield Hills, Statele Unite Hard – Challenger 75 – 32S/24Q/16D    | Mark Lajal 6–7(7–9), 7–5, 7–6(11–9)                                                                 | Andres Martin                        | Hsu Yu-hsiou Eliot Spizzirri          | Wu Tung-lin Arthur Fery Zhou Yi Alexis Galarneau                                   |
| 21 iulie   | Cranbrook Tennis Classic Bloomfield Hills, Statele Unite Hard – Challenger 75 – 32S/24Q/16D    | Hsu Yu-hsiou Huang Tsung-hao 4–6, 6–3, [11–9]                                                       | Theodore Winegar Michael Zheng       | Hsu Yu-hsiou Eliot Spizzirri          | Wu Tung-lin Arthur Fery Zhou Yi Alexis Galarneau                                   |
| 21 iulie   | Tampere Open Tampere, Finlanda Zgură – Challenger 75 – 32S/24Q/16D                             | Nicolai Budkov Kjær 7–6(7–5), 6–7(2–7), 6–2                                                         | Sascha Gueymard Wayenburg            | Sumit Nagal Hynek Bartoň              | Nicolás Kicker Gilles-Arnaud Bailly Federico Cinà Mathys Erhard                    |
| 21 iulie   | Tampere Open Tampere, Finlanda Zgură – Challenger 75 – 32S/24Q/16D                             | Christoph Negritu Vladyslav Orlov 7–5, 6–1                                                          | Mats Hermans Mick Veldheer           | Sumit Nagal Hynek Bartoň              | Nicolás Kicker Gilles-Arnaud Bailly Federico Cinà Mathys Erhard                    |
| 21 iulie   | Open Castilla y León Segovia, Spania Hard – Challenger 75 – 32S/24Q/16D                        | George Loffhagen 7–6(7–4), 6–7(4–7), 6–4                                                            | Nicolás Álvarez Varona               | Aryan Shah Edas Butvilas              | Oliver Crawford Johannus Monday Adrià Soriano Barrera Rafael Jódar                 |
| 21 iulie   | Open Castilla y León Segovia, Spania Hard – Challenger 75 – 32S/24Q/16D                        | Matías Soto Federico Zeballos 3–6, 7–6(7–5), [16–14]                                                | Arthur Reymond Luca Sanchez          | Aryan Shah Edas Butvilas              | Oliver Crawford Johannus Monday Adrià Soriano Barrera Rafael Jódar                 |
| 28 iulie   | Porto Open Porto, Portugalia Hard – Challenger 100 – 32S/24Q/16D                               | Moez Echargui 6–3, 6–2                                                                              | Francesco Maestrelli                 | Hugo Grenier Alejandro Moro Cañas     | Elias Ymer Edas Butvilas Antoine Escoffier Henrique Rocha                          |
| 28 iulie   | Porto Open Porto, Portugalia Hard – Challenger 100 – 32S/24Q/16D                               | George Goldhoff Ray Ho 6–4, 6–4                                                                     | Nicolás Barrientos Joran Vliegen     | Hugo Grenier Alejandro Moro Cañas     | Elias Ymer Edas Butvilas Antoine Escoffier Henrique Rocha                          |
| 28 iulie   | Hagen Challenger Hagen, Germania Zgură – Challenger 75 – 32S/24Q/16D                           | Yannick Hanfmann 3–6, 6–2, 6–2                                                                      | Guy den Ouden                        | Jérôme Kym Olle Wallin                | Botic van de Zandschulp Niels McDonald Jan Choinski Vilius Gaubas                  |
| 28 iulie   | Hagen Challenger Hagen, Germania Zgură – Challenger 75 – 32S/24Q/16D                           | Hendrik Jebens Albano Olivetti 6–4, 6–7(2–7), [10–8]                                                | Vasil Kirkov Bart Stevens            | Jérôme Kym Olle Wallin                | Botic van de Zandschulp Niels McDonald Jan Choinski Vilius Gaubas                  |
| 28 iulie   | Lexington Challenger Lexington, Statele Unite Hard – Challenger 75 – 32S/24Q/16D               | Zachary Svajda 2–6, 6–3, 6–2                                                                        | Bernard Tomic                        | Hsu Yu-hsiou Eliot Spizzirri          | Nishesh Basavareddy Michael Zheng Giles Hussey Dhakshineswar Suresh                |
| 28 iulie   | Lexington Challenger Lexington, Statele Unite Hard – Challenger 75 – 32S/24Q/16D               | Anirudh Chandrasekar Ramkumar Ramanathan 6–4, 6–4                                                   | Hsu Yu-hsiou Huang Tsung-hao         | Hsu Yu-hsiou Eliot Spizzirri          | Nishesh Basavareddy Michael Zheng Giles Hussey Dhakshineswar Suresh                |
| 28 iulie   | Svijany Open Liberec, Republica Cehă Zgură – Challenger 75 – 32S/24Q/16D                       | Gonzalo Bueno 6–2, 2–0 ret.                                                                         | Genaro Alberto Olivieri              | Daniel Michalski Norbert Gombos       | Valentin Vacherot Jack Pinnington Jones Andrea Collarini Maxim Mrva                |
| 28 iulie   | Svijany Open Liberec, Republica Cehă Zgură – Challenger 75 – 32S/24Q/16D                       | Andrew Paulson Michael Vrbenský 6–4, 6–1                                                            | Jiří Barnat Filip Duda               | Daniel Michalski Norbert Gombos       | Valentin Vacherot Jack Pinnington Jones Andrea Collarini Maxim Mrva                |
| 28 iulie   | President's Cup Astana, Kazakhstan Hard – Challenger 50 – 32S/24Q/16D                          | Nicolai Budkov Kjær 6–4, 6–3                                                                        | Alexandr Binda                       | Abdullah Shelbayh Shintaro Imai       | Clément Chidekh Karan Singh Aleksandre Bakshi Ričardas Berankis                    |
| 28 iulie   | President's Cup Astana, Kazakhstan Hard – Challenger 50 – 32S/24Q/16D                          | Taisei Ichikawa Kokoro Isomura 7–5, 2–6, [10–5]                                                     | Francis Alcantara Park Ui-sung       | Abdullah Shelbayh Shintaro Imai       | Clément Chidekh Karan Singh Aleksandre Bakshi Ričardas Berankis                    |

### August
| Săptă mâna | Turneu                                                                                                   | Campioni                                              | Finaliști                      | Semifinaliști                       | Sfertfinaliști                                                        |
| ---------- | --- | ----------------------------------------------------- | ------------------------------ | ----------------------------------- | --------------------------------------------------------------------- |
| 4 august   | Kozerki Open Grodzisk Mazowiecki, Polonia Hard – Challenger 100 – 32S/24Q/16D                            | Kamil Majchrzak 6–4, 6–3                              | Dino Prižmić                   | Ugo Blanchet Harold Mayot           | Daniil Glinka Federico Cinà Giulio Zeppieri Francesco Maestrelli      |
| 4 august   | Kozerki Open Grodzisk Mazowiecki, Polonia Hard – Challenger 100 – 32S/24Q/16D                            | Thijmen Loof Arthur Reymond 6–4, 6–7(3–7), [16–14]    | Nam Ji-sung Takeru Yuzuki      | Ugo Blanchet Harold Mayot           | Daniil Glinka Federico Cinà Giulio Zeppieri Francesco Maestrelli      |
| 4 august   | Bonn Open Bonn, Germania Zgură – Challenger 75 – 32S/24Q/16D                                             | Jurij Rodionov 3–6, 6–2, 6–4                          | Timofey Skatov                 | Joel Schwärzler Raphaël Collignon   | Lautaro Midón Vilius Gaubas Yanaki Milev João Lucas Reis da Silva     |
| 4 august   | Bonn Open Bonn, Germania Zgură – Challenger 75 – 32S/24Q/16D                                             | Neil Oberleitner Mick Veldheer 4–6, 7–6(7–3), [12–10] | Tim Rühl Patrick Zahraj        | Joel Schwärzler Raphaël Collignon   | Lautaro Midón Vilius Gaubas Yanaki Milev João Lucas Reis da Silva     |
| 4 august   | Chicago Men's Challenger Chicago, Statele Unite Hard – Challenger 75 – 32S/24Q/16D                       | Michael Zheng 6–4, 6–2                                | Hsu Yu-hsiou                   | August Holmgren Garrett Johns       | Giles Hussey Wu Yibing Hady Habib Trevor Svajda                       |
| 4 august   | Chicago Men's Challenger Chicago, Statele Unite Hard – Challenger 75 – 32S/24Q/16D                       | Mac Kiger Ryan Seggerman 6–4, 3–6, [10–5]             | Theodore Winegar Michael Zheng | August Holmgren Garrett Johns       | Giles Hussey Wu Yibing Hady Habib Trevor Svajda                       |
| 4 august   | Internazionali di Tennis del Friuli Venezia Giulia Cordenons, Italia Zgură – Challenger 75 – 32S/24Q/16D | Dušan Lajović 6–2, 7–6(7–3)                           | Lukas Neumayer                 | Carlos Taberner Cedrik-Marcel Stebe | Gonzalo Bueno Nicolás Kicker Zsombor Piros Santiago Rodríguez Taverna |
| 4 august   | Internazionali di Tennis del Friuli Venezia Giulia Cordenons, Italia Zgură – Challenger 75 – 32S/24Q/16D | Andrew Paulson Michael Vrbenský 6–4, 6–2              | Boris Arias Murkel Dellien     | Carlos Taberner Cedrik-Marcel Stebe | Gonzalo Bueno Nicolás Kicker Zsombor Piros Santiago Rodríguez Taverna |
| 11 august  | Cancún Challenger Cancún, Mexic Hard – Challenger 125 – 28S/16Q/16D<                                     | vs                                                    | vs                             | vs · vs                             | vs · vs · vs · vs                                                     |
| 11 august  | Cancún Challenger Cancún, Mexic Hard – Challenger 125 – 28S/16Q/16D<                                     | / · vs · /                                            |                                | vs · vs                             | vs · vs · vs · vs                                                     |
| 11 august  | Serve First Open Sumter, Statele Unite Hard – Challenger 125 – 28S/16Q/16D<                              | vs                                                    | vs                             | vs · vs                             | vs · vs · vs · vs                                                     |
| 11 august  | Serve First Open Sumter, Statele Unite Hard – Challenger 125 – 28S/16Q/16D<                              | / · vs · /                                            |                                | vs · vs                             | vs · vs · vs · vs                                                     |
| 11 august  | Barranquilla Challenger Barranquilla, Columbia Hard – Challenger 75 – 32S/24Q/16D                        | vs                                                    | vs                             | vs · vs                             | vs · vs · vs · vs                                                     |
| 11 august  | Barranquilla Challenger Barranquilla, Columbia Hard – Challenger 75 – 32S/24Q/16D                        | / · vs · /                                            |                                | vs · vs                             | vs · vs · vs · vs                                                     |
| 11 august  | Internazionali di Tennis Città di Todi Todi, Italia Zgură – Challenger 75 – 32S/24Q/16D                  | vs                                                    | vs                             | vs · vs                             | vs · vs · vs · vs                                                     |
| 11 august  | Internazionali di Tennis Città di Todi Todi, Italia Zgură – Challenger 75 – 32S/24Q/16D                  | / · vs · /                                            |                                | vs · vs                             | vs · vs · vs · vs                                                     |
| 11 august  | Crete Challenger III Hersonissos, Grecia Hard – Challenger 50 – 32S/24Q/16D                              | vs                                                    | vs                             | vs · vs                             | vs · vs · vs · vs                                                     |
| 11 august  | Crete Challenger III Hersonissos, Grecia Hard – Challenger 50 – 32S/24Q/16D                              | / · vs · /                                            |                                | vs · vs                             | vs · vs · vs · vs                                                     |
| 11 august  | Izida Cup Sofia, Bulgaria Zgură – Challenger 50 – 32S/24Q/16D                                            | vs                                                    | vs                             | vs · vs                             | vs · vs · vs · vs                                                     |
| 11 august  | Izida Cup Sofia, Bulgaria Zgură – Challenger 50 – 32S/24Q/16D                                            | / · vs · /                                            |                                | vs · vs                             | vs · vs · vs · vs                                                     |
| 18 august  | Izida Cup II Sofia, Bulgaria Zgură – Challenger 75 – 32S/24Q/16D                                         | vs                                                    | vs                             | vs · vs                             | vs · vs · vs · vs                                                     |
| 18 august  | Izida Cup II Sofia, Bulgaria Zgură – Challenger 75 – 32S/24Q/16D                                         | / · vs · /                                            |                                | vs · vs                             | vs · vs · vs · vs                                                     |
| 18 august  | Schwaben Open Augsburg, Germania Zgură – Challenger 50 – 32S/24Q/16D                                     | vs                                                    | vs                             | vs · vs                             | vs · vs · vs · vs                                                     |
| 18 august  | Schwaben Open Augsburg, Germania Zgură – Challenger 50 – 32S/24Q/16D                                     | / · vs · /                                            |                                | vs · vs                             | vs · vs · vs · vs                                                     |
| 18 august  | Crete Challenger IV Hersonissos, Grecia Hard – Challenger 50 – 32S/24Q/16D                               | vs                                                    | vs                             | vs · vs                             | vs · vs · vs · vs                                                     |
| 18 august  | Crete Challenger IV Hersonissos, Grecia Hard – Challenger 50 – 32S/24Q/16D                               | / · vs · /                                            |                                | vs · vs                             | vs · vs · vs · vs                                                     |
| 25 august  | Città di Como Challenger Como, Italia Zgură – Challenger 75 – 32S/24Q/16D                                | vs                                                    | vs                             | vs · vs                             | vs · vs · vs · vs                                                     |
| 25 august  | Città di Como Challenger Como, Italia Zgură – Challenger 75 – 32S/24Q/16D                                | / · vs · /                                            |                                | vs · vs                             | vs · vs · vs · vs                                                     |
| 25 august  | Rafa Nadal Open Manacor, Spania Hard – Challenger 75 – 32S/24Q/16D                                       | vs                                                    | vs                             | vs · vs                             | vs · vs · vs · vs                                                     |
| 25 august  | Rafa Nadal Open Manacor, Spania Hard – Challenger 75 – 32S/24Q/16D                                       | / · vs · /                                            |                                | vs · vs                             | vs · vs · vs · vs                                                     |
| 25 august  | Clube Tenis Porto Challenger Porto, Portugalia Zgură – Challenger 75 – 32S/24Q/16D                       | vs                                                    | vs                             | vs · vs                             | vs · vs · vs · vs                                                     |
| 25 august  | Clube Tenis Porto Challenger Porto, Portugalia Zgură – Challenger 75 – 32S/24Q/16D                       | / · vs · /                                            |                                | vs · vs                             | vs · vs · vs · vs                                                     |
| 25 august  | International Challenger Zhangjiagang Zhangjiagang, China Hard – Challenger 75 – 32S/24Q/16D             | vs                                                    | vs                             | vs · vs                             | vs · vs · vs · vs                                                     |
| 25 august  | International Challenger Zhangjiagang Zhangjiagang, China Hard – Challenger 75 – 32S/24Q/16D             | / · vs · /                                            |                                | vs · vs                             | vs · vs · vs · vs                                                     |

## Informații statistice
Tabelul de mai jos prezintă numărul de titluri de simplu (S) și de dublu (D) câștigate de fiecare națiune în timpul sezonului. Națiunile sunt sortate în funcție de: 1) numărul total de titluri (un titlu la dublu câștigat de doi jucători reprezentând aceeași națiune contează ca o singură victorie pentru națiunea respectivă); 2) o ierarhie simplu > dublu.
ATP a anunțat în martie 2022 că jucătorii care reprezintă Rusia sau Belarus nu vor putea concura sub steagul țării lor respective din cauza invaziei rusești din Ucraina din 2022. Acești jucători nu au concurat sub nicio naționalitate, iar titlurile câștigate de acești jucători nu au fost luate în calcul în calculul total de titluri al unei țări.

### Titluri per țară
| Total | Țară                           | S  | D  |
| ----- | ------------------------------ | -- | -- |
| 35    | Statele Unite (USA)            | 14 | 21 |
| 21    | Franța (FRA)                   | 14 | 7  |
| 19    | Argentina (ARG)                | 8  | 11 |
| 14    | Cehia (CZE)                    | 3  | 11 |
| 13    | Australia (AUS)                | 5  | 8  |
| 13    | Brazilia (BRA)                 | 5  | 8  |
| 12    | Croația (CRO)                  | 9  | 3  |
| 12    | Spania (ESP)                   | 5  | 7  |
| 11    | Marea Britanie (GBR)           | 5  | 6  |
| 10    | Japonia (JPN)                  | 3  | 7  |
| 10    | Austria (AUT)                  | 2  | 8  |
| 10    | Taipeiul Chinez (TPE)          | 1  | 9  |
| 9     | Germania (GER)                 | 1  | 8  |
| 9     | Țările de Jos (NED)            | 0  | 9  |
| 7     | Italia (ITA)                   | 6  | 1  |
| 7     | Chile (CHI)                    | 3  | 4  |
| 7     | Bolivia (BOL)                  | 2  | 5  |
| 7     | Elveția (SUI)                  | 1  | 6  |
| 6     | Belgia (BEL)                   | 3  | 3  |
| 6     | Peru (PER)                     | 3  | 3  |
| 6     | Polonia (POL)                  | 1  | 5  |
| 6     | India (IND)                    | 0  | 6  |
| 5     | Ucraina (UKR)                  | 0  | 5  |
| 4     | Norvegia (NOR)                 | 4  | 0  |
| 4     | Canada (CAN)                   | 1  | 3  |
| 4     | Ecuador (ECU)                  | 1  | 3  |
| 3     | Columbia (COL)                 | 3  | 0  |
| 3     | Danemarca (DEN)                | 3  | 0  |
| 3     | Ungaria (HUN)                  | 3  | 0  |
| 3     | China (CHN)                    | 2  | 1  |
| 3     | Kazahstan (KAZ)                | 2  | 1  |
| 3     | Serbia (SRB)                   | 1  | 2  |
| 3     | Tunisia (TUN)                  | 1  | 2  |
| 3     | Mexic (MEX)                    | 0  | 3  |
| 3     | Noua Zeelandă (NZL)            | 0  | 3  |
| 3     | Venezuela (VEN)                | 0  | 3  |
| 2     | Lituania (LTU)                 | 2  | 0  |
| 2     | Slovacia (SVK)                 | 2  | 0  |
| 2     | Bulgaria (BUL)                 | 1  | 1  |
| 2     | Insulele Mariane de Nord (NMI) | 0  | 2  |
| 2     | Portugalia (POR)               | 0  | 2  |
| 2     | Uruguay (URU)                  | 0  | 2  |
| 1     | Estonia (EST)                  | 1  | 0  |
| 1     | Finlanda (FIN)                 | 1  | 0  |
| 1     | Georgia (GEO)                  | 1  | 0  |
| 1     | Coasta de Fildeș (CIV)         | 1  | 0  |
| 1     | Luxemburg (LUX)                | 1  | 0  |
| 1     | Thailanda (THA)                | 1  | 0  |
| 1     | Antigua și Barbuda (ATG)       | 0  | 1  |
| 1     | Grecia (GRE)                   | 0  | 1  |
| 1     | Israel (ISR)                   | 0  | 1  |
| 1     | Liban (LBN)                    | 0  | 1  |
| 1     | Monaco (MON)                   | 0  | 1  |
| 1     | Suedia (SWE)                   | 0  | 1  |

## Distribuția punctelor
Punctele se acordă după cum urmează:
| Categorie turneu | Simplu     | Simplu   | Simplu       | Simplu        | Simplu    | Simplu    | Simplu | Simplu | Simplu | Dublu      | Dublu    | Dublu        | Dublu         | Dublu     |
| Categorie turneu | Câștigător | Finalist | Semifinalist | Sfertfinalist | Runda unu | Runda doi | Q      | Q2     | Q1     | Câștigător | Finalist | Semifinalist | Sfertfinalist | Runda unu |
| ---------------- | ---------- | -------- | ------------ | ------------- | --------- | --------- | ------ | ------ | ------ | ---------- | -------- | ------------ | ------------- | --------- |
| Challenger 175   | 175        | 90       | 50           | 25            | 13        | 0         | 6      | 3      | 0      | 175        | 100      | 60           | 32            | 0         |
| Challenger 125   | 125        | 64       | 35           | 16            | 8         | 0         | 5      | 3      | 0      | 125        | 75       | 45           | 25            | 0         |
| Challenger 100   | 100        | 50       | 25           | 14            | 7         | 0         | 4      | 2      | 0      | 100        | 60       | 36           | 20            | 0         |
| Challenger 75    | 75         | 44       | 22           | 12            | 6         | 0         | 4      | 2      | 0      | 75         | 50       | 30           | 16            | 0         |
| Challenger 50    | 50         | 25       | 14           | 8             | 4         | 0         | 3      | 1      | 0      | 50         | 30       | 17           | 9             | 0         |